# 朝鲜战争战俘遣返问题
朝鲜战争战俘遣返问题是指朝鲜战争后期，交战双方在战俘遣返的原则上存在较大分歧，成為停战的最大障碍。1951年12月，朝鲜停战谈判进入战俘议程后，朝鲜民主主义人民共和国与中华人民共和国派遣的中国人民志愿军提出停战后双方战俘应“全部遣返”，主导联合国军的美利坚合众国则坚持“自愿遣返”（后修改为“不强制遣返”）。双方为战俘遣返的原则进行了一系列激烈的外交和军事斗争。1953年3月，双方开始交换重伤病战俘并寻求最终停战。1953年4月，由于苏联和朝鲜急于结束战争，中华人民共和国和朝鲜在谈判中事实上接受了美国提出的“不强制遣返”，美国也在遣返问题上做出了让步，双方于1953年6月8日达成了包括战俘遣返协议在内的《朝鲜停战协定》。
至1953年9月，朝中方面向联合国军交还重伤病战俘684人、直接遣返的战俘12,773人（其中大韓民國國軍戰俘7,862人、美英法等国战俘4,911人）；联合国军向朝中方面交还重伤病战俘6,670人（其中中国人民志愿军战俘1,030人、朝鲜人民军战俘5,640人）、直接遣返的战俘75,823人（其中朝鲜人民军战俘70,183人、中国人民志愿军战俘5,640人）。根据协议，余下的不直接遣返的22,604名朝中战俘（其中中国人民志愿军战俘14,704人、朝鲜人民军战俘7,900人）与359名联合国军及韓國軍战俘（韩国国军战俘335人、美军战俘23人、英军战俘1人）被转交给为战俘遣返而专门成立的中立国遣返委员会看管，在停战双方派出代表对战俘进行解释后，将由战俘自己选择去向。1953年12月解释进程终止，1954年1月时所有不直接遣返的战俘的去向都已确定，除去在战俘营内死亡的朝中战俘，其他战俘当时的去向分别为：中国志愿军战俘14,235人前往台湾，440人返回中国大陆，12人前往印度；朝鲜人民军战俘7,604人南赴韩国，188人北返朝鲜，74人前往印度；美军战俘21人前往中国大陸，2人返回美国；韓軍战俘325人北赴朝鲜，8人南返韩国，2人前往印度。
大批朝中战俘在解释终止后没有选择遣返，中立国遣返委员会称其很难估计由于害怕所听说的遣返可能造成的后果而未行使其遣返权利的战俘数目，《人民日報》報導中称這主要是由于這些戰俘在戰俘營內被長期灌輸恐懼的結果，并怀疑全体朝中战俘都不是自由的个人。朝鲜、中华人民共和国、苏联等国政府强烈谴责联合国军以战俘营内的恐怖统治阻挠朝中战俘自由表达遣返的意愿。现有研究称这是美国、韩国和中華民國反共宣传的一次胜利。

## 背景
1950年6月朝鲜战争爆发后，以美国为首的联合国军以及中华人民共和国派遣的中国人民志愿军先后军事介入，战争从南北朝鮮之间的内战发展为冷战东西方阵营之间的国际冲突。1951年夏，战线重新回到并稳定在三八线附近。
1951年7月10日，交战双方在开城正式开始停战谈判。朝中方面谈判代表团由朝鲜人民军总参谋长南日中将为首席代表，谈判工作由中华人民共和国外交部第一副部长李克农在二线从毛泽东、金日成和彭德怀处获得指示，确定谈判方案。联合国谈判代表团以美国远东海军司令查爾斯·特納·喬伊中将为首席代表，由联合国军总司令马修·李奇微根据美國政府的政策制定谈判计划。:54-557月26日，双方确定了停战谈判的五项议程，戰俘安排是其中的第四项。:6311月，双方在前三项议程上已经达成妥协，12月11日进入了战俘议程。
《日内瓦公约》在1929年缔结时規定战争结束或达成停火后须遣返全部战俘。第二次世界大战结束后，由于苏联长期扣留德国和日本战俘做苦力，1949年修订的《日内瓦公约》又加入了要求尽快遣返战俘的内容。公约第118条规定：“实际战事停止后，战俘应即予释放并遣返，不得迟延”。第七條规定“各缔约国对其认为需另作规定之一切事项得订立特别协定。是项特别协定不得对本公约关于战俘所规定之境遇有不利的影响﹐亦不得限制本公约所赋予彼等之权利。”
美国是1949年修订的《日内瓦公约》的签字国，虽然美国國會一直到1955年才正式通过公约，不过，美国政府针对苏联扣押战俘的行为，一直表示支持严格遵守公约关于战俘应当尽快全部遣返的条款，在1951年7月宣布将遵守公约:134。虽然朝鲜和中华人民共和国都不是《日内瓦公约》签字国，不过两国政府在战争开始后先后宣布遵守公约。因此，虽然《日内瓦公约》对朝鲜战争的交战双方都没有法律上的约束力，但由于双方都声明会遵守公约，战俘遣返在表面上看似乎不会成为停战的障碍。

## 双方最初态度
停战谈判开始后，中共和苏联的领导人都相信能很快实现停战，并没有料到战俘问题会成为达成停战的最大障碍。1951年12月，朝中谈判代表正式提出按《日内瓦公约》遣返全部战俘，而美國已經知道一些中朝战俘不願意被遣返，因此联合国谈判代表在1952年1月2日提出按照战俘的意愿自愿遣返。此提议立刻遭到朝中方面强烈反对，双方从此在战俘遣返问题上陷入了长期尖锐的斗争:135。

### 朝中苏：全部遣返
1951年7月，在停战谈判的启动阶段，朝鲜、中共和苏联经过协调，由毛泽东指挥谈判。经斯大林同意，毛泽东拟定了停战谈判方案，朝中在7月5日达成的《关於停止朝鲜军事行动的协议（草案）》中决定，朝中方面关于战俘问题的立场是：在停止军事行动后的3个月内，双方应分批全部交换战俘。此时中苏两国领导人对战俘问题都很乐观，毛泽东在11月14日向斯大林发出由周恩来起草的电文通报中方意见：“我们反对一对一的原则而主张有多少遣多少的原则，估计这一问题不难达成协议。”11月19日斯大林回电：“您的立场完全正确，敌人很难对此提出异议。”:218-219
关于遣返问题，中朝两国存在矛盾。中国担心战俘前往台湾而反对自愿遣返，但是朝鲜因為美国空军持续给朝鲜造成惨重的损失，也担心抓捕的大量南方劳动力会被强制遣返回韩国，不願在戰俘問題上堅持全部遣返。

### 美国：酝酿自愿遣返
在1951年7月朝鲜停战谈判开始前夕，美国决策层内部开始酝酿让朝鲜战俘和志愿军战俘“自愿遣返”。由於朝中拒絕遵守《日内瓦公约》的規定向紅十字會報告战俘的數字，美国並不知道朝中手中有多少联合国军战俘。美国原本估计对方控制着约9万联合国军战俘，与联合国军手中的13.2万朝中战俘人数相差不多。1951年6月30日，美军参谋长联席会议指示联合国军总司令李奇微，关于战俘问题的基本立场是“一对一”交换。不过美陆军心理战部门随即提出了“自愿遣返”的设想，在美国决策圈内引起了持久的兴趣和争议。由于自愿遣返对美国有利有弊，美国军方和国务院之间意见分歧严重，並反覆發生變化。
1951年7月5日，陆军心理战作战处处长（Chief of Psychological Warfare）罗伯特·麦克卢尔首先在美决策圈内提出“自愿遣返”的设想。麦克卢尔从军事心理战的角度向陆军参谋长勞頓·科林斯建议：让曾是中華民國國军的中共俘虏自己选择是否去台湾。他相信这些战俘若被遣返回中国大陸，很可能被处以重刑甚至处死，而利用台湾在法律上属于中国的地位，将中共战俘送往台湾在字面上并不违反《日内瓦公约》。尽管联合国军控制的朝鲜战俘远多于志愿军战俘，但麦克卢尔把心理战的重点放在了志愿军身上，他认为“自愿遣返”将鼓励志愿军投降，对美军在朝鲜战场的心理战有直接的好处。柯林斯进一步建议也要给朝鲜战俘选择的权利，并把此事提交参谋长联席会议讨论。参谋长联席会议向李奇微征求意见，李奇微答复道，虽然这项政策符合人道主义，但却会开创违反《日内瓦公约》的先例，并将妨碍在朝鲜和未来战争中的己方战俘安全返回。参谋长联席会议总体上倾向于采纳这一建议，不过他们意识到这将成为违反《日内瓦公约》战俘条款的先例，因此建议把“遣返”重新定义为只限于自愿遣返的战俘。由于自愿遣返超出了纯军事的范畴，代理国防部长罗伯特·洛维特把这个设想提交给国务院讨论。:545国务卿迪安·艾奇逊反对自愿遣返，在8月27日回复国防部的信中他认为，自愿遣返违反《日内瓦公约》，不符合美国的长远利益，出于美国国内政治和国际政治的考虑，他反对这项会危及联合国军和韩军战俘全数安全返回的建议。军方基本接受了国务院的意见，即只有遵守《日内瓦公约》才能保证己方战俘顺利返回。洛维特还认为，既然是出于人道主义的立场，就不应该拿己方战俘的福利为代价讨价还价。:545
就在军方从自愿遣返的立场上后退时，美国总统哈里·杜鲁门的介入改变了美国在战俘问题决策上的走向。第二次世界大戰結束後，西方盟國將為德國而戰的蘇聯及東歐裔戰俘遣返蘇聯，結果他們回國後多數立即被處決，使盟國十分難堪。約瑟夫·麥卡錫參議員指責國務院中的共黨同路人故意將反共人士交給史達林屠殺，杜魯門因此決定不再重蹈遣返反共人士的覆轍。:2761951年10月29日，杜鲁门在同副国务卿詹姆斯·韦伯讨论战俘问题时说，中朝战俘数量较少，全部交换不公平；而且他“不愿意遣返那些向我们投降并同我们合作的战俘”，除非能以此换取靠其他方法得不到的中朝方面的重大妥协。一向忠于总统的国务卿艾奇逊随即转而支持自愿遣返，而原先提出自愿遣返的军方此时却成了反对的一方，从在前线谈判的李奇微、喬伊到参谋长联席会议都表示反对，代理国防部长则持中间看法。军方认为，朝中方面绝对不会接受自愿遣返，让停战谈判在战俘问题上僵持下去只会拖延战争，让联合国军遭受更多的伤亡；如果只放回部分中朝战俘，那么对方很可能会扣下等比例的联合国军战俘作为报复，这就会影响到己方战俘全数遣返。作为前线的司令官，李奇微认为削弱共产主义影响的政治考虑应当服从于确保己方战俘尽快遣返这一基本目标，因此他建议全部交换战俘。11月15日，参谋长联席会议给李奇微的指令草案中虽然仍以“一对一”交换为叫价，但底线已改为全部交换：“为了使全部或者最大数量的联合国与韩国战俘返回，或为了避免他们的回归被不可接受地拖延，或为了防止停战谈判破裂，如有必要，你有权同意全部交换。”不过考虑到总统和国务卿对自愿遣返的强烈倾向，参谋长联席会议12月7日向杜鲁门上报草拟给李奇微的谈判方针，建议先提出“一对一”交换，若中朝方面在某几项条件上不能满足美国的要求，就提出自愿遣返。杜鲁门批准了这一给李奇微的指示，並特別强调：只要谈判不至于破裂，就要尽可能长时间地坚持“一对一”交换的立场。此时谈判议程已经要討論战俘問題，美国只决定在谈判中提出自愿遣返原则，但尚未将自愿遣返作为美国的最终立场。

## 談判戰俘問題

### 美國“不強制遣返”原則
1951年12月，停戰談判正式進入戰俘問題的議程。雙方交換的戰俘名單顯示中朝手中的戰俘數量大大少於美方預期，朝方還曾承認部分韓軍戰俘已經加入朝鮮，這讓聯合國軍在戰俘問題上處於比較有利的地位。
1952年1月2日，聯軍談判代表提出自願遣返戰俘，遭到朝中代表強烈反對，美國隨後將“自願遣返”修改為“非強制遣返”。杜魯門了解到，他的主要西方盟國都不反對這一原則，美國國內輿論也要求他採取“堅定”態度，韓國和退守台灣的中華民國政府早就要求獲得戰俘並取得反共宣傳上的好處。經反復權衡，杜魯門2月27日正式決定，美國對戰俘遣返的“最後立場是不同意任何需要向共產黨方面強制遣返戰俘的行動”。
1952年5月7日，杜魯門宣布：“強制遣俘與我們在韓國行動的基本道義和人道原則相背。我們不會為了買一個停戰協定，而將人類置於被屠宰或奴役的境地。”杜魯門公開宣稱堅持非強制遣返原則是出於道德和人道主義的考慮，不願意重演二戰後蘇聯戰俘被強制遣返的悲劇，但這一決策的背後也有著明確的政治計算。
1952年2月27日，美參聯會將杜魯門的決定正式通知聯合國軍總司令李奇微，授權他將那些可能會強烈反對遣返的中朝戰俘從戰俘名單中刪除。在談判中，美方代表 Ruthven Libby 指出：中朝方面承認，在戰爭初期曾經對戰俘進行改造，讓他們選擇是遣返，還是加入中朝軍隊，所以已經採用了「自願遣返」原則。而且中朝方面自稱是「志願」軍，全部都是「自願」到朝鮮來作戰，為什麼會擔心有人不想回家，而反對「自願」遣返？這完全不合邏輯。朝中方面首席代表李相朝否認中朝前後立場不一致。 

### 僵局
从1951年7月开始，联合国军针对朝鲜的运输线展开了被称作“绞杀战”的大规模空袭，试图摧毁朝中方面的抵抗意志。从9月起，朝鲜的运输枢纽新义州—西浦—价川三角地带遭美军集中轰炸，八成铁路运输陷于瘫痪。然而，绞杀战虽然使朝中军队的供给一度面临极大困难，还直接导致朝鲜在1952年春发生了饥饿人数达朝鲜近六成人口的严重饥荒，但朝中方面以針锋相对的“反绞杀战”使联合国军的空袭没有达到目的。1952年6月，美军转而空袭朝鲜的工业基础设施，朝鲜90%的发电设施遭到破坏，其中包括鸭绿江上中朝共用的亚洲第一大水电站水丰水电站。从7月11日起，美军发动了战争爆发以来最大规模的空袭，仅当夜的轰炸就造成6000多平壤居民伤亡。
在美国的轰炸下，朝鮮领导人已经不再愿意继续战争。1952年2月，金日成认为朝鮮已经无法再承受巨大的战争损失，希望中方在战俘遣返问题上向联合国军让步。朝鲜方面还抱怨说：“从平壤到农村，所有的城镇都变成了废墟”，“任何还能被破坏的东西都没有了”，“每天伤亡的人数比争议中的遣返人数还要大”。当美国1952年7月新提出遣返8.3万人的条件之后，金日成立即致电毛泽东，主张接受美方条件实现停战，但毛泽东反对向美国的轰炸屈服，他认为在朝鲜的局部战争可以打乱美国对第三次世界大战的准备，并表示中方愿意尽全力帮助朝鲜渡过难关。面对朝方和中方的分歧，斯大林出于某种目的，明确支持毛泽东对战争形势的看法，他表示中朝应当继续坚持全部遣返战俘的立场。斯大林称朝鲜除了战争牺牲之外没有失去任何东西，为了帮助朝鲜，苏联将“不惜全力”。斯大林还向中方指出：“如果美国不输掉这场战争，那么中国人就永远也收复不了台湾。”在这一时期，中方对朝鲜战争的前景充满信心。周恩来8月访苏时向斯大林表示：一可以打退敌人的进攻，二能够守住现有阵地，三有力量发动反攻，“有足够的把握，可以进行更长时间的作战”。

### 韩台立場
韩国政府坚决反对完全（非自愿）遣返，因为它知道数千名战俘实际是韩国公民，被迫為朝鲜人民军作战。
在国共内战中退居台湾的中华民国国民党政府很早就向美国提出接受志愿军战俘，作為反制共产主义势力的举措。自1951年1月开始，中华民国陆续派出大批人员以译员、教师等身份加入美军，美军心理作战部门實際工作人員大部分来自中华民国:57。中华民国人员一方面为联合国军服务，另一方面直接受中华民国政府的指挥，中华民国駐韓大使邵毓麟亲任“中國心戰部指揮官”。中华民国人员或为美军战俘管理处直接审讯志愿军战俘，或进入战俘宣传教育处（CIE）向志愿军战俘进行宣传。他们以教师、译员等身份进入战俘营后，为反共志愿军战俘领袖与中华民国大使馆之间建立了直接联系。得到中华民国暗中支持和指导的反共战俘在战俘营内成立了半公开的反共爱国青年会、中国国民党六三支部（即流散支部谐音）等组织，逐渐压倒了战俘营中要求回国的亲共战俘。中华民国人员在战俘营内策动志愿军战俘投向台湾，方式包括在战俘营播放电影，开展政治宣讲会。
1953年春，中华民国派国民党中央党部第六组副主任陈建中到釜山指挥济州岛战俘营内反共战俘的活动，以争夺志愿军战俘前往台湾，中华民国驻韩大使王东原组织使馆成员成立指导小组进行协助。志愿军战俘被移送中立国营地准备接受解释的同时，中华民国指导小组也移往汉城，并向中立区派遣由译员记者组成的前进小组，与中立区内的反共战俘保持密切连络。中华民国方面向战俘营内运入收音机，并命令“肃清潜伏匪谍”。

### 印度调解
1952年10月，印度联大代表团团长克里什那·梅农开始酝酿一个提案，提议在停战后立即遣返愿意被遣返的战俘，剩余战俘则交给中立国成立的遣返委员会来处理，若仍有战俘未遣返则交给高一级的政治会议决定。苏联和中国都对印度方案表示感兴趣，这一方案还得到了英国、加拿大、法国等美国主要盟国的支持，英国还草拟出具体决议征求美国的意见。而艾奇逊将这一方案称为“印度阴谋”，认为该方案是要战俘在遣返和无限期拘留中二选一，实际上还是强制遣返，因此“决心不让它得逞”。艾奇逊向盟国施压，声称美国的立场如果不能得到盟国的支持，就将削弱北约等集体安全措施。梅农11月17日正式散发了提案，艾奇逊发言表示坚决反对。11月24日，苏联代表团团长维辛斯基正式拒绝接受印度提案并称之为“美国政策的伪装”，中国也通知印度表示反对，梅农这时想收回提案，但被美国阻止。:601这时艾奇遜對蘇聯阻撓停火協議的態度表示惋惜，而讚揚艾登和梅農的政治家風度，提出对提案做“一些次要的修正”。在美国的间接压力和英国、加拿大的直接影响下，印度提案的文本中加入了符合美国立场的内容，即：不強制遣返战俘，战俘在中立国接管90天后仍未遣返的转交关于朝鲜问题的政治会议讨论，讨论60天后仍无结果的须移交联合国。印度提案在经过美国及其盟国修订后，12月3日在聯合國大會第七次會議上得到通过。由于联大决议支持了“不强制遣返”的原则，艾奇逊认为这是美国在政治上的一次胜利。

## 最終解決
1953年1月，新當選為美國總統的艾森豪希望結束戰爭。2月22日，聯合國軍司令馬克·克拉克提出交換重傷病而能行走的俘虜。中國領導人意識到這可能是美方有可能改變態度的試探，但當時中國人民志願軍正處於開戰以來的最佳狀態，毛澤東希望繼續作戰，認為在戰場上達成對中朝方有利的戰爭態勢可能迫使美國在戰俘問題上作出讓步。然而3月史達林的突然去世使形勢發生了急劇的變化，新的蘇聯領導人希望立即結束戰爭。3月19日，蘇聯決定接受美國“自願遣返”原則，在朝鮮停戰。 22日毛澤東表示同意蘇聯所提方針。 3月30日，中國政府發表《關於朝鮮停戰談判問題的聲明》，建議“談判雙方應保證在停戰後立即遣返其所收容的一切堅持遣返的戰俘，而將其餘的戰俘轉交中立國，以保證對他們的遣返問題的公正解決”。金日成和蘇聯外長莫洛托夫相繼表示支持中方聲明，莫洛托夫還明確說相信這一聲明會得到美國政府的“正確理解”。
4月26日重啟停戰談判。4月底朝鮮南日大將提出了遣返的六點原則，被美方拒絕。5月13日，美方提出就地釋放一切不直接遣返的朝鮮籍戰俘，中方以提前開始夏季反擊作戰作為回答。 5月25日，美方作出讓步，通過了聯合國提出的經過修正的方案，接受了中朝方的建議，將朝鮮戰俘同中國戰俘一同移交中立國委員會，並提出朝中方面有3個月時間對戰俘進行解釋，同意中立國委員會將以多數通過的原則作出決議，放棄了原來堅持的5個成員國一致同意的原則。6月8日，在“雙方都做了一點讓步”的前提下達成了遣返協議：雙方同意只有印度人被允許帶武器管理戰俘，凡願意直接遣返的在簽訂停戰協定60天內遣返；雙方同意在協定簽字後不少於180天內開始對戰俘採取能保證他們自由的措施。在直接遣返後60天內剩下的戰俘會被交給中立國遣返委員會，中立國遣返委員會接管後90天內各自對對方關押的戰俘進行解釋。在這一階段結束後30天內仍不願遣返的戰俘將會被給予平民身份得到自由。:230-2317月27日，雙方在《朝鮮停戰協議》上簽字。

### 韩国释放戰俘
李承晚担心共产党會利用中立国遣返委员会强迫拒絕遣返的戰俘回国，從1953年4月到5月一直要求美國同意釋放朝鮮人民軍戰俘。美國政府認為這會阻礙達成停火協議，沒有同意。1953年6月18日，在韩国政府命令下，釜山、马山、论山、Sang-Mudai戰俘營的韩国警衛縱容27,000名拒絕遣返的戰俘逃出戰俘營，這些戰俘很快混入平民，若沒有韓國合作很難抓回來。朝鲜方面對韓國政府單方面縱放戰俘的反應並不強烈，也說明了戰俘遣返問題的癥結是中國戰俘，而非朝鮮人民軍戰俘。:31,331

## 战俘情况

### 联合国军

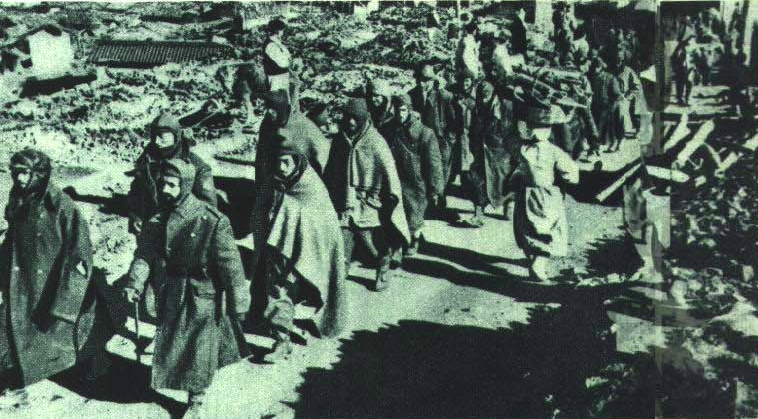
1951年朝鲜战争中被俘的土耳其參戰士兵

中国人民志愿军入朝参战初期发起了多次运动战，俘虏大批战俘。第一次战役结束后，中国人民志愿军政治部派保卫部长杨霖在朝鲜靠近中朝边境的碧潼选址建立战俘营。碧潼战俘营位于位于鸭绿江和支流形成的一个半岛上，三面环水。开始只收容管理韩军以外的联合国军战俘，1951年3月之后，鉴于朝鲜人力物力的困难，韩军战俘也由志愿军管理。4月，志愿军政治部成立志愿军战俘管理处，下设4个俘管团和2个俘管大队，其中2个俘管团收容管理韩军战俘，另2个俘管团和2个俘管大队收容管理美、英、法、土耳其、菲律宾等10个国家的联合国军战俘。至1951年6月，碧潼战俘营共有美军战俘2000余人，英军战俘800余人，土耳其战俘200余人。联合国军战俘从前线后送的过程中条件很差，沿途还会遭受联合国军的轰炸。美国战俘回忆在押运途中见到什么水都喝。

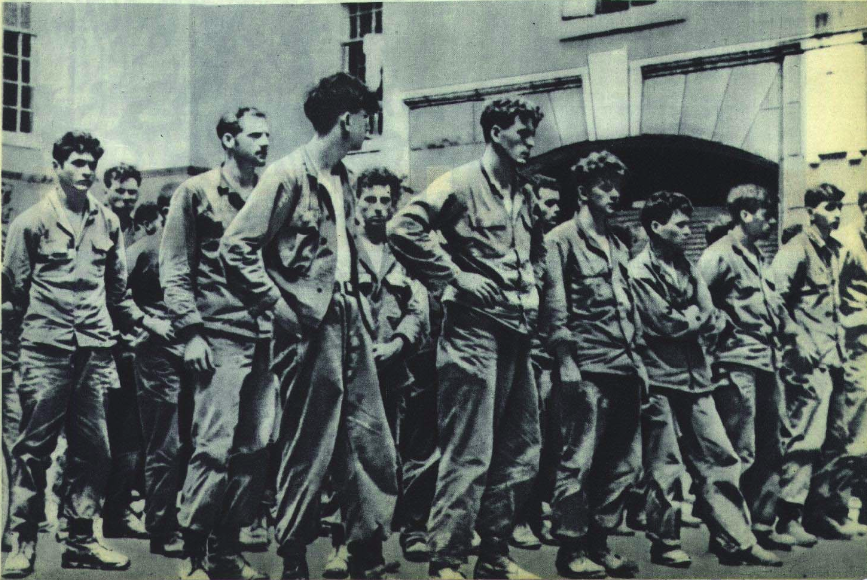
朝鲜战争中被俘的美军士兵

在战争初期，碧潼战俘营的供给只能依靠从安东过江后转运。据中方的记载由于朝鲜北方的恶劣地形和极度严寒以及美空军的轰炸，战俘营的供应线十分脆弱，这使得战俘营的给养和医疗条件非常困难。在战俘营刚刚建立的第一个冬季发生了大批美军战俘死亡的严重事件。这些死亡的美军战俘，一部分是在从前线后送的过程中染上痢疾死亡，一部分因严寒患上肺炎，战俘营内包括俘管人员在内只有几支青霉素，重病的战俘只有少数能得到青霉素的救治。尽管战俘的食物是和俘管人员完全相同的高粱、玉米和咸菜，但许多习惯了优越生活条件的美军战俘宁愿挨饿也不吃这种他们眼中的“饲料”，相当一部分美军战俘死于严重的营养不良和极度抑郁症（英军战俘称之为美军的“give-upitis”）。很多拒绝吃饭的战俘由同伴强行喂食才活了下来，但也有的美军战俘抢夺同伴的食物和衣物，甚至把染病的战俘在夜间扔到室外冻死。也有學者反對give-upitis的說法，指出酷寒（氣溫華氏零下 40度）下战俘住處沒有取暖設備、衣服不足以禦、吃不飽又普遍拉肚子的情況下死亡，不能歸因於生存意志。:275
英国战俘在互相帮助之下保持了较好的精神状态，挨过了1950年的严冬。土耳其战俘甚至认为战俘营的条件比他们的家乡更好。尽管联合国军战俘的伙食标准最初与志愿军战士相同，后期提高为团级干部的伙食水平，但仍有美军战俘回忆在战俘营他们得到的饭量很少“要是不偷食物就要慢性饿死”1951年，志愿军将战线向南推进，志愿军空军开始升空保卫鸭绿江南岸的运输线，朝中方面的后勤供应得到了很大改善。战俘营得到了从中国东北调拨的大米、白面和猪肉，大批医务人员进入战俘营建立医疗所。伙食和医疗条件得到保障后，美军战俘因营养不良和疾病造成的死亡在1951年夏得到遏制。据美方统计，战俘营中的美军战俘死亡率是38%。實際死亡率可能更高，一些死亡戰俘可能被當成失蹤。這是美國獨立戰爭之後最高的战俘死亡率，即使二次大戰期間日軍虐待美军战俘，战俘死亡率也只有30%。:272据中方统计截止1951年6月底，战俘营中的美军战俘死亡一千余人，英军战俘死亡十余人，土耳其战俘无人死亡。

### 中国大陸与朝鲜

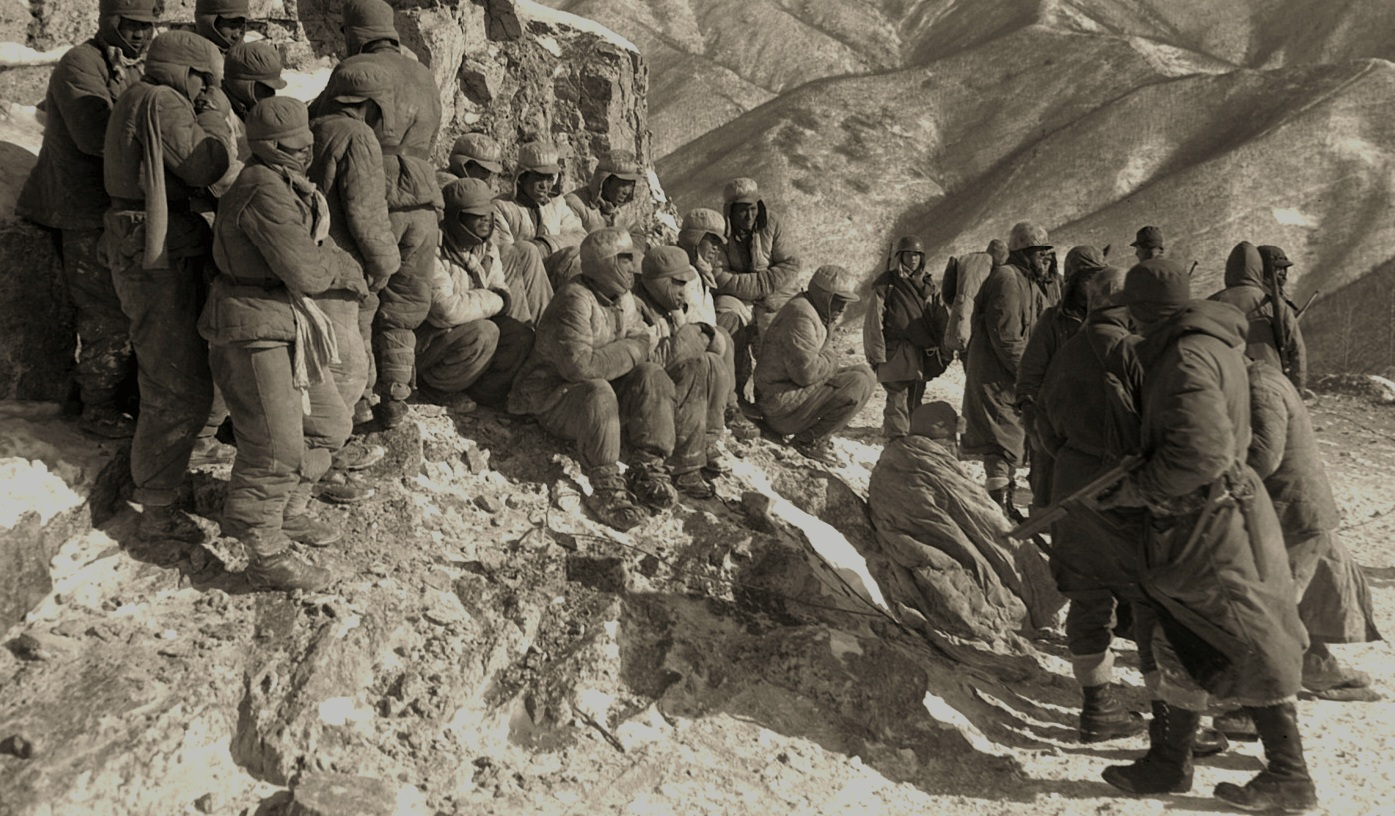
1950年12月長津湖戰役中，中國人民志願軍在古土里以南向美國海軍陸戰隊第一師投降

联合国军仁川登陆后，朝鲜人民军主力被截断在朝鲜半岛南部，十余万人被俘。中国介入朝鲜战争后先后发动五次大规模运动战，将战线重新稳定在三八线附近，但由于第四次和第五次战役作战不利，大批志愿军官兵被俘。据中華民國國史館館刊记载，第一次战役志愿军被俘约500人，第二次战役约800人，第三次战役约2,500人，第四次战役约9,000人，第五次战役约8,500人。至1951年6月，联合国军共俘虏朝鲜战俘152,500人、志愿军战俘21,300人。朝中战俘最初被送往釜山收容所混合关押，后来由于中朝战俘之间发生矛盾，联合国军就将战俘按照国籍分开。5月30日，大批朝中战俘开始被移往巨济岛战俘营。

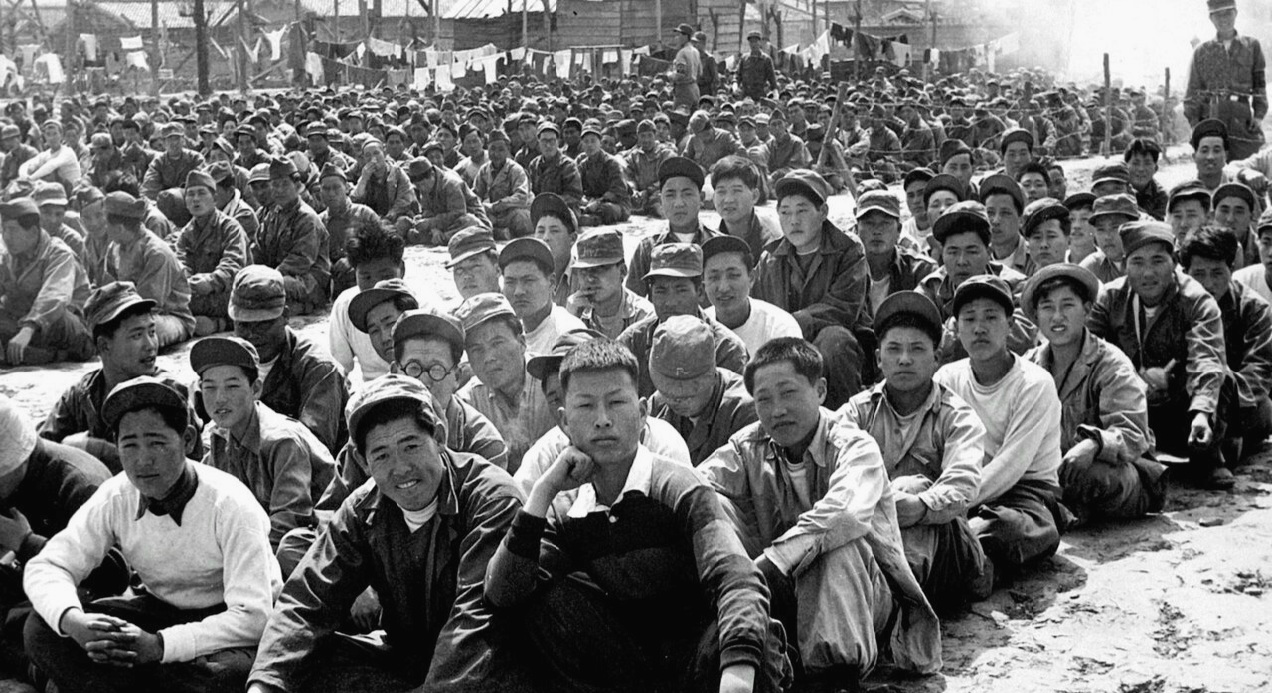
聯合國軍釜山战俘营中混合關押的中朝战俘

共产党在1951年已经采取措施派人渗透到聯合國軍战俘营以執行政治任務，他們透过难民，平民和地方游击队與朝鮮政府保持聯絡。其中包括朝鮮人民軍Pak Sang-hyon朴中校。他隱瞞了自己的真實姓名與身份，化名Joen Moon Il，自稱是士兵。歷史學家Stanley Weintraub曾參加韓戰，他回憶朴中校這類特務有時會露餡，因為其他戰俘對其表現得非常尊敬，不符合其自稱的士兵身份。朴中校成為巨济岛上親共戰俘營的领导，依照朝鮮政府指示組織控制親共戰俘，他也下令處死許多反抗共黨命令的戰俘。
巨济岛上的中国战俘主要被关押在第72、第76战俘营（联队）。与朝鲜战俘不同，志愿军战俘大多不了解《日内瓦公约》。除了孙振冠等极少数人，大多数被俘的共产党干部隐瞒了自己的党员和干部身份，因此没有出任战俘营内的领导（《日内瓦公约》规定战俘中级别高的军官担任战俘营长官）。據《环球时报》報導，台灣派出400多名国民党特务，混入战俘营进行策反。从1951年6月开始，中国战俘中的部分前国民党官兵、国民党及三青团员开始组织在一起，成立国民党“六三支部”等反共战俘组织，其成员逐渐控制了战俘营的各级权力位置和警备队。在反共战俘控制的中国战俘营地，原国军士兵和秘密會社成员统治着营地，据美国官员Philip Manhardt描述，这些人用残酷的暴力取得控制，并且强迫战俘向国民党效忠，其中一个叫Jing的原国军军官是中国营地的领导，他被描述成军阀或者流氓头子。由于战俘代表控制着供给，他们利用这种手段进一步加强了恐怖控制。普通战俘如果不与他们合作就要挨饿。:137
联合国军的战俘营没有得到足够的物资，这使得战俘营的条件相当恶劣。当大批志愿军战俘被送到巨济岛战俘营之后，战俘营的条件更加恶化了，原本设计容量为4,500人的战俘营很快就被两倍于此的战俘塞满。联合国军还缺少足够的合格人力对战俘营进行管理，巨济岛上守卫与战俘的比例是1:33，远远低于1:20的要求。为了让美军部队能尽可能地投入战场，战俘营的看守多数是韩军，平均188名战俘只有1名美军宪兵。而且，战俘营的美军看守素质低下，士气低落，是美第八军中最不受重视的单位，他们在值班时睡觉或者干脆放弃岗位去附近嫖娼的现象时有发生。由于缺少人力，战俘营当局不得不与战俘合作，看守极少进入营地，营地内部由战俘代表负责，这些战俘代表除了维持秩序、分发供给，还控制了战俘与战俘营当局的沟通渠道。战俘营当局没有把战俘中的共产党和反共分子分开，结果在营地内爆发了激烈的冲突。在反共的营地里，朝鲜战俘营地里的战俘实行青年团式的暴力统治，据美军看守报告，这些营地在夜晚经常传来打人的声音。反共的战俘营之间互相联系，并且从韩国和台湾的情报部门那里取得直接的支持和建议。这些被战俘控制的营地不向管理当局的命令负责，而是向他们效忠的当局负责。1952年春，亲共和反共战俘之间发生了巨济岛事件。中国国民党进入巨济岛是华盛顿赞助的一个战俘计划的结果。双方都把战俘问题当做共产主义和资本主义之间意识形态斗争的工具。中国曾在鸭绿江岸边的战俘营试图劝降美国战俘，但是一无所获。美国则希望展示共产主义的破产和民主制度的吸引力。:136-137

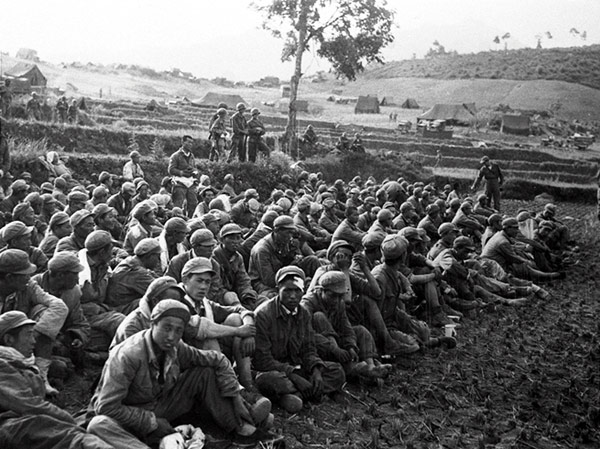
甄别后要求遣返等待回国的志愿军战俘

1952年4月8日，联合国军对巨济岛上的志愿军和人民军战俘就是否愿意回国或回北方进行了甄别并依据甄别结果将两类战俘进行隔离。甄别是在停战谈判期间进行的，并得到了中朝方面谈判代表的默认。中朝方面代表要求联合国军在甄别之前向全体战俘宣读金日成彭德怀二人联署的声明，即四六声明：“朝鲜人民军和中国人民志愿军一向主张在积极的敌对行为停止后，交战双方应迅速释放并遣返各自收容的全部战俘。这种合理主张，绝不因我方被俘人员在拘留期间，曾有一部分人在臂上刺字，或写下某种文件，或作其他类似的行为而有所改变。我们深知这些行为绝非出于他们的自愿，不应由他们负责。我们完全欢迎我方全体被俘人员回到祖国的怀抱。我们并已在与对方的协议中，保证全部被俘人员在遣返后与其家人团聚，参加和平建设事业，并过和平生活。”联合国军于1952年4月7、8两日在巨济岛战俘营区用汉语和朝鲜语把这个声明反复广播了两天，期间有战俘用敲打器物、齐唱歌曲的方式，反对广播内容。:241
甄别开始后，所有的战俘将被逐一询问七个问题：
1. 你是根据自己的意志希望回朝鲜（或者中国）去的吧？
2. 你在任何情况下都反对回国去吗?
3. 你充分地考虑过要是不回去会给家人带来不安和打击的这个问题吗？
4. 你是否了解在希望回国的人们回国之后你可能要长期被扣留在这里呢?
5. 你知道联合国军不能承諾把你送到特定的地方去吗？
6. 你还是不愿意回去吗？还是要强烈地反对遣返回国吗？
7. 你虽然是这样说了，假如要强制你回国，你打算怎么办呢？

只要有一个问题他们回答不够“强烈”，将被认定意愿回国，送往遣返。
甄别过程跳过了親共战俘控制的营区。这些营区的战俘组织首脑表示营区内全体战俘都要求回国，不必参加甄别。联军说你无权代表别人。他们便威胁说，如果联军要强行甄别，他们就要用暴力抗争。联军强行进入，结果发生了暴力流血事件，《人民日报》随即称这是联军在搞“血腥甄别”，强迫战俘去台湾。这种情况下，联军被迫让步，这些“红色”营区里面无论是否有暴烈拒绝遣返的人员，都未能接受甄别。
中国方面认为联合国军的甄别充满不合理。许多甄别回来后的战俘指控李大安在4月8日亲手捅死了一名从72联队营门口跑向遣返集合地的小孩。但是1958年庭审李大安时他本人和其他六名原战俘的供词都否认这一说法，李大安承认“美国人叫拿石头往（回大陆战俘）车上扔，我参加了”，这七人的证词中证实了有数名成年战俘被杀。:258-261在72联队里战俘首领还要回大陆的战俘都把身上刺的口号割下来才让走。:266最后72联队7700人有700人遣返。:131同时针对“叛徒”们，亲共战俘展开了一系列的暗杀活动。回国战俘的组织曾经处决要去台湾的战俘并未被美军发觉。:206:205翻译安保元因为和美军军官亲近，结果上了红色组织的处决名单，后来因他坚决要求回国而免于被处决:177之后这一批回国的战俘都进行了“自我洗刷”，割去了身上刺的口号。:327
关于中朝战俘的死亡人数，中国战史称：美方1951年12月提交的部分朝鲜战俘死亡名单承认，至少有9,000朝鲜战俘死亡，其中约3,900人死于痢疾。:240至1953年8月24日，联合国军方面共提交了三份朝中战俘死亡名单，共计8,463人，其中志愿军战俘482人，朝鲜战俘7,981人。但朝中方面认为这一数字被大大缩小了，他们引用美联社1952年11月29日的报道称，红十字国际委员会调查认为仅到1951年年底，朝中战俘死亡总数就已达13,814人。

## 遣返经过
共产党在1951年已经采取措施派人渗透到聯合國軍战俘营，来自平壤的命令是不計生命损失阻挠甄別过程，目标是使战俘營狀況令人極度厌恶，聯合國軍會將他們全部遣返。于是從1951年12月开始，战俘营爆发了一系列的反甄別活動，最终在武装战俘和营地警卫間爆發激战，数百名战俘和少量聯合國部队死亡。联合国军司令克拉克最後於1952年5月下令解体行動（英語：Operation Breakup），該行動在接下来的几个月以坦克、瓦斯和子弹粉碎战俘的反甄別活動。到1952年年底，所有的中国战俘被送到济州岛，隔离遣返和不遣返的战俘，打乱了部分共产党情报网络，改善了战俘营管理，但是帮派战實際上从没有完全停止。

### 伤病战俘交换
1953年2月22日，联合国军司令克拉克提出交换重伤病而能行走的俘虏，作为重开谈判的试探，中朝方面当时并未回应。3月，斯大林逝世后，苏联说服中、朝方面，做出了在战俘问题上让步、立即迅速地结束战争的决定。3月下旬，中朝方面对克拉克的提议做出了积极回应。4月18日，联合国大会就双方交换伤病战俘通过决议，20日双方开始正式交换伤病战俘，2周后全部完成。朝中方面交还联合国军战俘684人，联合国军方面交还志愿军战俘1030人、朝鲜战俘5640人。这一次战俘交换被美方称作“小交换”（Operation Little Switch）。

### 直接遣返
7月，双方成立战俘遣返委员会，8月5日，双方开始在板门店交换坚持要求遣返的战俘。至9月6日，朝中方面根据协议全部遣返了12,760名坚持遣返的联合国军战俘，19日又遣返了经过劝说后愿意回家的13名战俘，总计遣返韩军被俘人员7,860人、联合国军被俘人员4,913人。8月5日，美方遣返朝中被俘人员2,757人，14日声称志愿军战俘已经全部遣返完毕。经中朝方面坚决交涉，至9月6日，联合国军方面共遣返坚决要求遣返的朝鲜被俘人员70,161人、志愿军被俘人员5,640人。这一次战俘交换被美方称作“大交换”（Operation Big Switch）。

### 不直接遣返

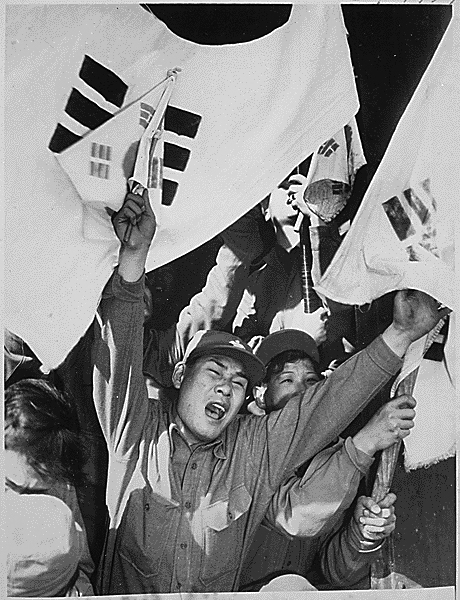
反共朝鮮戰俘剛剛從戰俘營被釋放，與同伴們為到達首爾而歡呼。

为解决不直接遣返的战俘的问题，1953年9月9日由中立国印度、捷克斯洛伐克、波兰、瑞典和瑞士组成中立国遣返委员会。根据协议，中朝方与联合国军要在靠近军事分界线的印度军队控制的军营搭建营地，将不直接遣返的双方战俘被移交给属于委员会的印度军队看管，其中联合国军方面9月23日移交朝籍和中籍被俘人员22,604人，安置在联合国军控制线一侧的南营；朝鲜人民军和中国人民志愿军9月24日移交了联合国军被俘人员359人，安置在朝中控制线一侧的北营。

#### 南营
延误
南营的战俘于24日移交完毕后，双方修建的解释设施都受到对方批评，朝中方同意按委员会要求扩建，由于美方修建的解释设施过于狭小且无法保证解释工作不受暴力干扰，朝中及委员会要求美方另建合格的设施。联合国军提出了有地雷（朝中反驳说某少将曾发言说联合国军控制的非军事区内没有地雷）、人力及材料不足等理由。10月1日，委员会向联合国军指出建议新建设施的地点，联合国军方于10月14日修建完成。由于这一延误，委员会建议双方将解释延期并顺延，中朝表示同意，但联合国军方面仅同意延期，反对将解释结束的时间延長至12月23日以后。
解释多次中断
10月15日，南营朝中方面对战俘的解释工作正式开始，但后来多次中断，实际只进行了10天。10月16日以及18日至30日的中断是因为朝中方面要求对朝鲜战俘进行解释，而朝鲜战俘首领拒绝让战俘们出营。中立国遣返委员会内部经过激烈辩论，由于瑞士和瑞典代表坚决反对采取武力强制战俘出营，委员会最终没有达成一致。11月6日至15日以及11月17日至12月20日的中断，是因为委员会决定将经过解释和未经过解释的战俘隔离开来，而战俘首领们拒绝隔离，他们害怕营地被打散会让他们失去对战俘的控制。
中方代表后来回忆：“解释在一个200平方米的帐篷里，中间有中立国代表，一侧是中方代表。战俘集中在东场里交接区几十个这样的帐篷里。战俘从一侧门进来，在中立国的监督下，听取中方代表的解释后当场表态。愿意回国的从另一侧门出去，由我方接待和医务人员接收，不愿回国的从原门折回。”
朝中方面对战俘的解释工作进程如下：
- 10月15日，要求对1,000名志愿军战俘进行解释，但营地中派出的战俘首领不愿接受，直到印度看管部队包围营地之后，战俘才出营听取了解释[85]，当天实际解释了491人，10人要求遣返[88]。
- 10月16日，要求提取1,000名朝鲜战俘，朝鲜战俘首领拒绝出营，该日没有进行解释。
- 10月17日，对430名志愿军战俘进行了解释，10人要求遣返。
- 10月18日至30日，解釋者不再給14,600名中國战俘羞辱他們的機會，坚持要求对朝鲜战俘进行解释，但是战俘拒绝出营，解释中断。[89]
- 10月31日，解释恢复，对C35营场朝鲜战俘进行了解释，21人要求遣返[90]。459人接受解释[88]。
- 11月1日至2日，朝中方面要求在解释的同时向其他战俘进行广播，中立国遣返委员会不同意，解释中断。[85]
- 11月3日，委员会建议只对等待解释的战俘进行广播、广播结束后再进行解释，朝中方面同意，解释恢复。当天对C48营场朝鲜战俘进行解释，19人要求遣返[91][92]。483人接受解释[88]。
- 11月4日，对D28营场志愿军战俘进行了解释，余万明和周景山2人要求遣返[93]。205人接受解释[88]。蒂迈雅确信朝中方大失颜面了，解释算是完了，剩下的问题是朝中方会用什么方法打断解释。接着他发现朝中方的解释时间越来越长。[94]:186
- 11月5日，对C22营场124名志愿军战俘进行了解释，李天才、王文喜2人要求遣返[95][96]。当天每名战俘解释过程用时一个半小时，瑞士委员抗议这是精神苦刑，要求加以时间限制无效后在一边玩起扑克。[97]蒂迈雅则回忆到“我发现旁听这种漫长的解释都是很烦人的事情”，他试过告知解释者他们的做法是不合情理的，但是也受到了反驳。他认为让没受过教育的人经受这么长时间的压力几乎就是一种苦刑。他试着要手下的解释帐篷印度主席在经过一段时间解释后给出一两小时的休息时间，也受到朝中解释者的反对。到后来他总结到朝中方使用的手段的意图很明显，以这种方式折磨战俘最终会使战俘拒绝出营地。[94]:187-188
- 11月6日至15日，朝中方面要求将同一营地中尚未听取解释的战俘与已经听取解释的战俘隔离开来再进行解释，遭到战俘首领拒绝。朝中方面坚持要求隔离，解释中断。
- 11月16日，朝中方面同意转向下一个营地进行解释，当天对53号营场203名朝鲜战俘进行了解释，6人要求遣返[98]。
- 11月17日至12月20日，解释再次因为隔离战俘的问题中断。期间委员会建成了隔离战俘的设施，但战俘首领拒绝出营。
- 12月21日，战俘首领同意出营并同意隔离，解释恢复。3号营场249名志愿军战俘听取解释，32人要求遣返[99]。
- 12月22日，3号营场约250名志愿军战俘听取解释，23人要求遣返[100]。
- 12月23日，4号营场约234名志愿军战俘听取解释，11人要求遣返[101]。

至12月23日，中立國遣返委員會已接管90天，由於各種問題，解释工作实际进行了10天。（10月11日时委员会提出中朝方先用已建成的设施进行解释被拒绝。）仅有约3,170人听取了解释（一说3,166人，另说3,173人），占全部22,604名朝中战俘总人数的14.0%，听取解释的战俘中共345人申请遣返。:95对志愿军战俘的解释进行了7天，听取解释的志愿军战俘约2,004人，占总数14,704人的13.6%，听取解释后约有136人要求遣返。对朝鲜战俘的解释进行了3天，听取解释的朝鲜战俘约1,169人，占总数7,900人的14.8%。
战俘首领对战俘的控制与谋杀
看管部队司令官曾要求委员会授权以武力带出这些战俘，并允许开枪。委员会印度主席和波兰、捷克斯洛伐克委员认为可以采用武力，但遭到瑞典和瑞士委员的反对，瑞士委员甚至威胁退出委员会，委员会只得不了了之。在朝中方面进行解释之前，委员会已经发现在南营中没有一个战俘敢于公开要求遣返，相反，却有127名战俘冒着生命危险秘密逃出营地向印度部队要求遣返，委员会因此认为：“战俘在表达愿望时所必须采取的这种不正常方式，使人们很自然地怀疑到全体战俘都不是自由的个人。”这其中甚至包括了一名叫李二娃的战俘代表，他曾与联合国军合作，指认战俘中的志愿军干部、殴打残杀志愿军战俘，是公认的反共战俘因受不了思乡之情而逃出。:400遣返委员会还发现，南营的战俘在由联合国军移交之前就一直受到战俘组织严密的暴力控制，这个组织的目的就是抗拒遣返。朝中方面将营地内的战俘首领称为“特务”，要求委员会将“特务们”隔离出来，波兰和捷克斯洛伐克委员也认为应当打破战俘首领们对战俘的控制，但是委员会最终认为：不能因中朝方说谁是特务，谁就是特务，并且认为：只要将战俘单独解释，就能使他们自由决定。
在解释中，大部分战俘一进解释帐篷，就不停地喊同样的口号，只有少数战俘申请遣返，另有少数战俘与解释代表进行政治辩论。申请遣返的战俘一进入解释帐篷后，绝大多数就明确表态了。有个别战俘在听取解释时，看起来极端犹豫并恐惧，而当委员会主席把他们带走并让其独自一人时，他立即就选择遣返了。委员会认为，这有力地证实了愿意遣返的战俘是被胁迫而强行拘留在战俘营里，从而无法行使遣返权利。委员会认为，未寻求遣返的战俘并不都是自愿的，而是由于他们被长期灌输了某些恐惧。
南营内的战俘组织使用各种手段强制战俘拒绝遣返，有的战俘因为愿意遣返，而受到毒打甚至被杀。据美军记录，在解释期间有38名朝中战俘在南营营地中死亡。中立国遣返委员会共发现9起针对希望遣返的朝中战俘的谋杀案，其中一起发生在10月3日丁字围场第28号营场，据称中国籍战俘張子龍因为要求回国而遭到杀害。虽然委员会调查时在指控者指认的埋尸地点没有找到尸体，美国记者威廉·林赛·怀特（William Lindsay White）还声称战俘名單上沒有张子龙這個人，但委员会仍然在掌握了充分的間接证据后逮捕了7名涉嫌谋杀张子龙的战俘，并在取得間接证据后对所有9起杀人案中涉嫌的凶手提起了诉讼。
据后来前往台湾的战俘回忆，反共战俘得知中立国要进行调查的消息后，将被害人的尸体“一块块肉割下来烧掉”，还有去台战俘回忆，其他营场也有人因为要求回国被杀，尸体被“剁碎丢到大粪桶里倒掉”。最终委员会没能找到尸体，因此反共战俘和美国方面就把该案描述为诬陷。为中朝战俘被杀案件而先后组建的两个军事法庭都没有完成审判。在张案中，中方反对为被告指派美国律师，并认为向法庭提交已经遣返的原告证人意味着延长了前拘留一方对战俘的控制，因此拒绝与法庭合作，法庭只能解散。另有中国文献宣称这几名嫌犯“供认不讳”“遣返委员会主席蒂迈雅不顾抗议将特务凶手交给了美方”。在其他案件中，联合国军拒绝让被告的辩护证人和辩护律师出席法庭，使审判直到委员会宣告解散时仍然没有完成。委员会在解散前经过表决，决定将所有嫌犯移交给联合国军，这遭到朝中方面的强烈抗议。委员会建议联合国军继续审判，但遭到拒绝，委员会认为联合国军的行为“破坏正义并使罪犯能逃出法网......这一责任是在于联合国军而不在于任何其他当局”。蒂迈雅感到朝鲜战俘谋杀案中“那些被指证和受审的纯粹就是营地领导而已，他们很明显没有笨到自己动手去杀人”:203中朝方对遣返委员会作了若干指责，如委员会报告收录的信中提到“（如印军不用武力带战俘出来听解释和打散战俘组织），停战协定将成为一纸空文而遣返委员会也只是有名无实”，“中立国遣返委员会和印度看管部队……承认了蒋和李的特务头头们的地位，允许他们公然开会，扩大影响范围，并纵容他们的非法活动。”

#### 北营
1953年9月24日朝中方面将联合国军战俘移交给中立国后，联合国军方面也对朝中方面修建的解释设施提出修改意见，朝中方面承诺4天内完成。此后，直到12月2日联合国军才开始对战俘进行解释。自当日开始，韩国方面每天对30名韩军战俘进行解释。。在北营，联合国军方面共进行了9次解释，有275人听取，但全部拒绝遣返（中国战史称共224人听取解释并全部拒绝遣返）。在印度军队看管期间，共有2名美军战俘和8名韩军战俘选择遣返，另有2名韩军战俘选择前往中立国印度。

#### 解釋結束
根據朝鮮停戰協定附件對中立國遣返委員會職權範圍的規定，解釋「在自中立國遣返委員會接管之日起的九十天內」進行（第三條·解釋·第八款），「戰俘的看管移交中立國遣返委員會九十天期滿後，上述第八款中所規定的代表們對戰俘的接觸應即終止」（第四條·戰俘的處理·第十一款）。委員會於1953年9月23日接管戰俘，90天於1953年12月23日到期，联合国军司令赫尔发布声明终止对战俘的解释，并宣布次年1月22日印度人将无权看管他们。朝中方面强烈要求延长解释期限以补足90天解释时间，中立国遣返委员会的波兰和捷克斯洛伐克代表支持延长，而瑞典和瑞士代表反对，印度主席一方面赞成延长解释期限，但另一方面认为“只有经过联合国军及朝鲜人民军与中国人民志愿军双方之间的协议，延长方能实行”。由于联合国军方面反对延长解释，12月24日中立国遣返委员会中的多数委员（印度、瑞典、瑞士）做出决定，同意不再允许解释代表进行解释。波兰和捷克斯洛伐克委员则发表声明称，中立国遣返委员会拒绝延长解释期限的决定完全违反了朝鲜停战协定和“职权范围”。:489

#### 结果
注：本小节表格中「中國籍」指中国大陆籍战俘，「陆」指中国大陆。
|            | 中國籍 | 朝鲜籍 | 合计(人) |
| ---------- | ------ | ------ | -------- |
| 前往韩、台 | 14,235 | 7,604  | 21,839   |
| 返回朝、陆 | 440    | 188    | 628      |
| 前往中立国 | 12     | 74     | 86       |
| 死亡       | 15     | 23     | 38       |
| 逃跑失踪   | 2      | 11     | 13       |
| 总人数     | 14,704 | 7,900  | 22,604   |

|                                              | 中國籍 | 朝鲜籍 | 合计(人)                    |
| -------------------------------------------- | ------ | ------ | --------------------------- |
| 联合国军向印军移交时 1953年9月               | 3      | 14     | 17                          |
| 听取朝中代表解释后 共10次                    | 90     | 46     | 136 345？:95 (3166听取解释) |
| 印军查对名单时 1953年12月31日                | 128    | 3      | 131                         |
| 翻铁丝网或印军入营调查时 1953年9月-1954年1月 | 不详   | 不详   | 不详                        |
| 印军向联合国军移交时 1954年1月20-21日        | 72     | 32?    | 92                          |
| 遣返合计                                     | 441    | 188    | 629                         |
| 向印军要求前往中立国 （逃出营地）            | 12     | 74     | 86                          |

解释结束后，志愿军战俘14,704人中，14,235名前往台湾，440名战俘遣返回中国大陆，12名前往中立国，17名在南营期间死亡或失踪。朝鲜人民军战俘7,900人中，7,604人前往韩国，188人遣返回朝鲜，47人前往中立国，34人在南营期间死亡或失踪。蒂迈雅認為如果南营的战俘都被给以自由机会，将会有1500-2000人寻求遣返。:267
|            | 美军 | 英军 | 韩军 | 合计(人) |
| ---------- | ---- | ---- | ---- | -------- |
| 遣返       | 2    | 0    | 8    | 10       |
| 前往印度   | 0    | 0    | 2    | 2        |
| 前往陆、朝 | 21   | 1    | 325  | 347      |
| 总人数     | 23   | 1    | 335  | 359      |

## 沒有被遣返的战俘
韓國被朝鮮拘留的戰俘或倖存者的人數不詳。依韓國國防部2007年報告，韓軍共有41,971失蹤，其中8,726人被遣返. 13,836人戰死，而19,409人下落不明，這些可能是沒有被遣返的战俘。曾任朝鮮志願軍軍官的李恒九(Yi Hang-gu)，現住韓國，他作証說他的22
團主要由沒被遣返的韓國战俘組成，由朝鮮軍官指揮。李恒九估計：沒被遣返的韓國战俘可能有五六萬人。
1994年10月，趙昌鎬(Cho Chang-ho)少尉逃離朝鮮回到韓國，他是第一位逃離朝鮮回到韓國的戰俘。到2009年6月為止，已有79名韓軍戰俘逃離朝鮮回到韓國。
美國紐約時報1996年報導，根據解密文件，美國國防部知道在戰俘交換後還有900餘名美軍戰俘被朝鮮拘留，沒有被遣返。美國國防部拒絕證實，只承諾會調查北逃者在朝鮮看到美軍戰俘的說法。朝鮮則否認拘留美軍戰俘。

## 后续

### 志愿军

#### 赴台戰俘的年齡籍貫

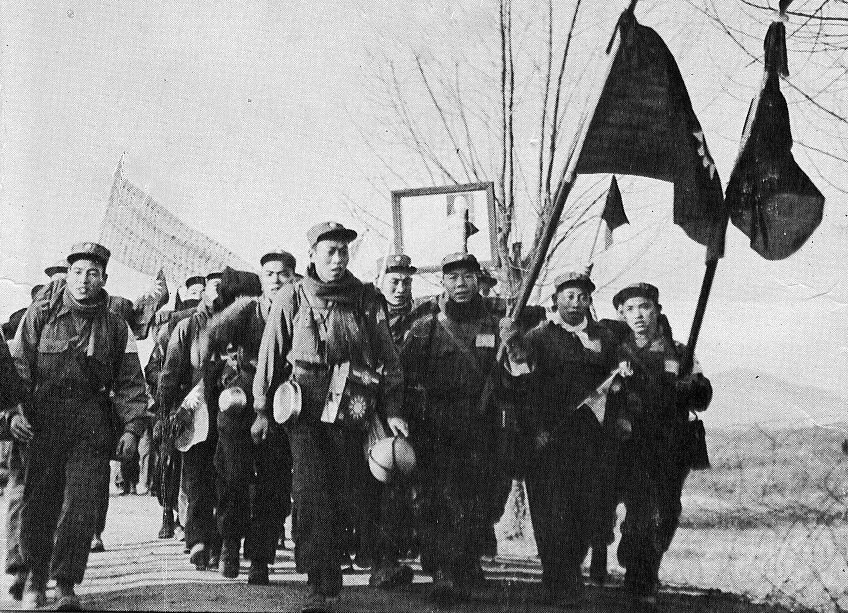
志愿军战俘赴台

經中華民國行政院反共義士就業輔導處於1954年2月初調查，被俘後不回大陸而去台灣的戰俘、也就是台灣稱的反共義士，籍貫分布中國大陸46省市，以四川最多，達4,449人，占45%。年齡在20歲以上30歲以下者達67.5%，31歲至40歲者達29.1%，其餘則為40歲以上者，其平均年齡為27歲。軍人中原充國軍官兵者達9,234人，占義士總人數66%，至義士參加匪軍時間在3年以下者占85%，在10年以上者僅2人。
根據義士身分統計，過去曾參加中共黨團組織的反共義士，計3,948人。

#### 遣返經過
被遣返回中国大陆的志愿军战俘共三批7,110人。第一批是要求遣返的伤病战俘1,030人，第二批是坚持要求遣返的共5,640人，第三批是在中立区经过解释或通过逃出营地或是在印度人“点名”（实质是再给一次选择机会）时要求遣返等方式遣返的440人。遣返战俘在开城受到了热烈欢迎，并受到金日成和乔冠华接见。回国途中受到夹道欢迎，但是到了国内就被关押在了昌图志愿军归国人员管理处。这些战俘归国后，中共中央制定了“热情关怀，耐心教育，严格审查，慎重处理，妥善安排”的二十字方针。从11月中旬起，开始政审，整个过程分为「动员教育、检查交待、作出结论、安置处理”。然而归管处后来下发文件，说「共产党员是不能被俘的」，战俘必须交代问题，沉痛反省。战俘们开始开会检讨，自我赎罪，写检查反省投降行为。但是归管处在党籍问题上较为宽大，到1954年2月，80%战俘被恢复了党团籍和军籍。1954年3月高饶事件后，军区突然要求“提高标准”，原80%保留党籍的处理结果变成了91.8%开除党籍，6064人中约700人被开除军籍，4600余人仅承认被俘前军籍。只有30多名连以上干部和少数人因伤残得到转业安排工作其他人一律复员。:138大部分战俘被遣返回乡并在档案中注明“控制使用”，有一些因为“特务”罪名被判刑。文革爆发后，相当多战俘受到批斗迫害:219，并有多人自杀，吴春生认为“比劳改犯都不如”。例如電影《英雄兒女》中對步話機大喊「向我開炮」的英雄王成，是以蔣慶泉的事蹟為原型，但因為他受傷被俘，回國後受到迫害，后被平反。1980年，在返回中国大陆的志愿军战俘向全国人大申诉后，中共中央下发“中发（1980）74号”文件即《关于志愿军被俘归来人员问题的复查处理意见》，中国大陆官方开始对志愿军战俘重新审查、正确对待，如战俘张泽石得以平反、恢复党籍军籍，还成为2011年感动中国候选人。1981年10月15日，解放军总政治部转发了山西省军区《关于志愿军被俘人员复查处理情况的报告》，督促各省、市抓紧落实归来者的复查处理；1981年10月27日，解放军总后勤部财务部发布了《给志愿军被俘人员补发复员费的通知》，从经济上给予归来者以补助；1982年，民政部、解放军总政治部又联合下发了《关于检查中发（80）74号文件执行情况的通知》。但政治上的平反並沒有改善战俘的經濟生活，多數战俘仍然陷於貧病交加的困境，并因此过早去世。

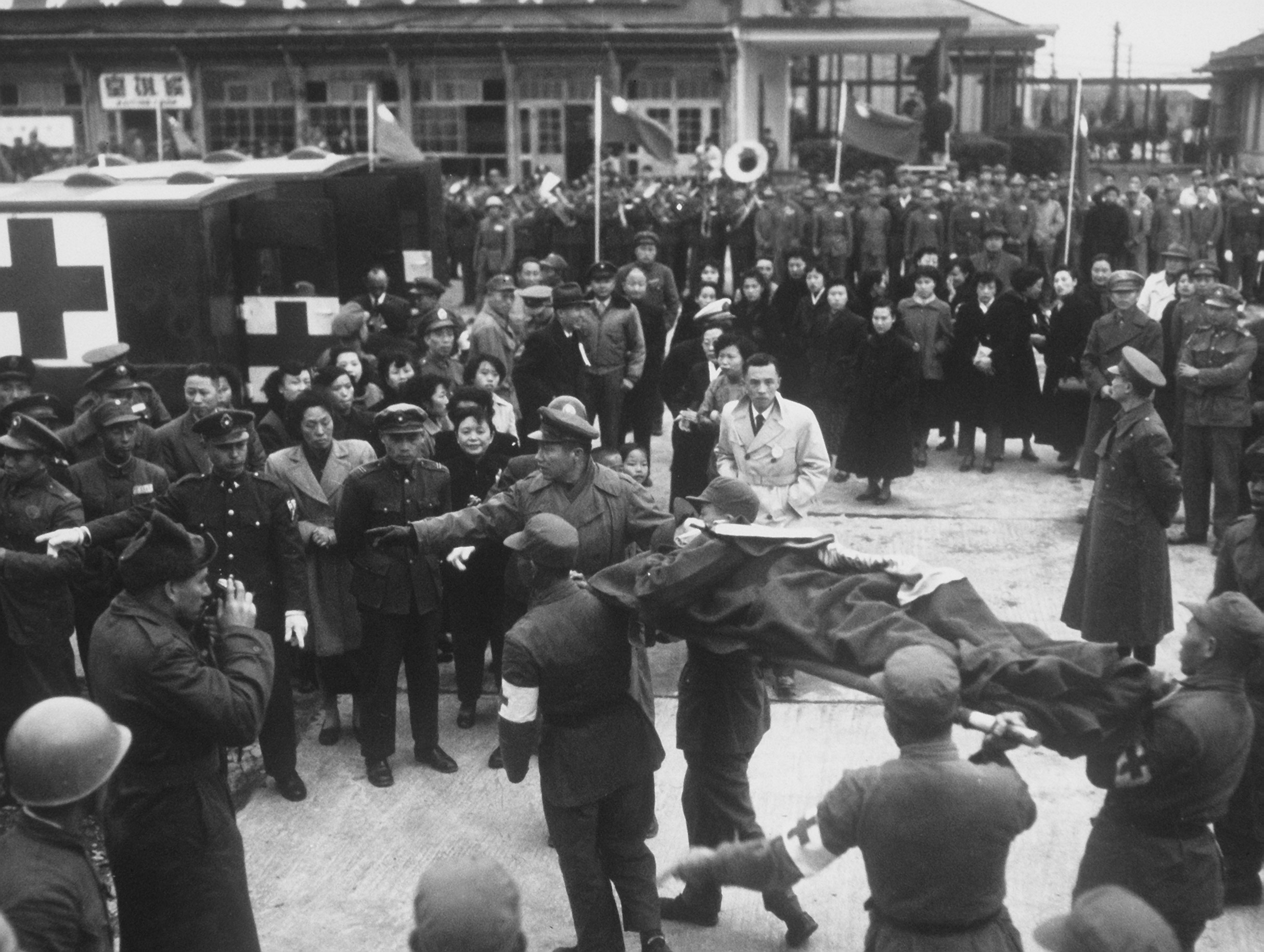
擔架上的志願军反共战俘從美軍C-54飛機下來，被送到救護車上

第一批被遣送台灣的战俘为1953年6月李承晚下令打开釜山战俘营时，随朝鲜战俘“突营”的87人，分别于1953年10月、1954年2月被接运台湾。第二批为在中立区解释结束后没有选择遣返的14,235人，分别于1954年1月和2月被接运台湾。。在战俘营时，中华民国方面曾向战俘承诺去台后可以自由选择职业，不肯去台湾的则可以选择前往中立国，但这一承诺并没有兑现。据曾经的抵台志愿军战俘冉宏图回忆，其实许多人内心并不愿意去台湾，有战友不想去台湾觉得被刺了字也不能回中国大陆而在从韩国到台湾途中跳海自杀。抵达台湾的志愿军战俘在台湾被稱为“反共义士”受到隆重的欢迎，中华民国政府专门划出「义士村」供他们居住，政府还将1月23日定为“自由日”进行纪念。欢迎之后，由蒋经国主持、谷正綱办理，对来台战俘进行思想改造和审查，包括自我清查反省，刺血字、写血书、举行向蔣中正宣誓效忠仪式等。被清查及自首的4410名曾加入中共党团的战俘被註記档案后交接編單位，其中被认为情节严重的15人被移送“感训”。经过在战俘中举行“請纓大會”，97.4%的来台战俘被补入中华民国国军，极少数体弱病残者转业经商或务农。据去台战俘赵英魁回忆，到台湾之初，有的战俘因不愿意当兵而遭到干部的不断纠缠而自杀，还有的战俘抱怨“国民党不守信用”，遭“政治战士”检举，被捕后以“从事非法组织意图叛乱”的罪名被判死刑或徒刑。据《炎黃春秋》刊文张泽石認為去了台灣的战俘受到的政治待遇比回大陸的強，雖然有些人受到暗中監視甚至在綠島坐牢，還有人被判死刑，但沒有像回大陸的战俘那樣全都受到懷疑、歧視和終身控制。而且隨著台灣的民主進步，他們也享受了平等的公民權利。不少战俘通過奮鬥，成長為受人尊敬的教師、作家、醫生、律師、企業家等等。
除去返回大陆和前往台湾的志愿军战俘以外，在中立区解释结束后，有12名志愿军战俘选择前往中立国印度，其中2人后来返回中国大陆。

### 联合国军
联合国军（不包括韩军）战俘共有5123人通过“小交换”和“大交换”遣返，解释结束后又有2人要求遣返，无人前往中立国。
遣返的美军战俘共3748人，美国对这些战俘比较宽容，大部分战俘得到安置，但少数战俘受到了逮捕和审判。如在解释期间选择遣返的爱德华·迪肯森（英語：Edward S. Dickenson）和克劳德·巴彻勒回到美国后就受到军事法庭的审判。迪肯森以“私通敌人”以及“作为战俘行为不当”的罪名被判刑10年，他的罪行包括通報另一戰俘的逃跑計畫，導致該戰俘被痛打、關單獨禁閉，又三次拉去模擬槍決。巴彻勒以“私通敌人”、涉嫌在战俘营内传播批评美国的请愿书以及发表有关朝鲜战争细菌战的言论的罪名，被判没收全部财产并终身监禁。不过，迪肯森和巴彻勒都只服刑3年就被释放。有21名美军战俘选择前往中国，至文化大革命时大部分人又被安排返回美国，个别人前往欧洲。从中国返回美国的战俘被认为是“叛国者”，部分人遭到逮捕。只有霍华德·亚当斯（Howard Adams）和詹姆斯·温纳瑞斯两人一直留在中国。
据韩国方面估计，在遣返結束後不在戰俘名單上而留在朝鮮未被遣返的韓軍戰俘可能有19,000人到60,000人。依韓國國防部2007年報告，韓軍共有41,971失蹤，其中8,726人被遣返. 13,836人戰死，而19,409人下落不明，這些可能是沒有被遣返的战俘,美軍900餘人。曾任朝鮮人民軍軍官的李恒九（Yi Hang-gu），現住韓國，他作証說他的22團主要由沒被遣返的韓國战俘組成，由朝鮮軍官指揮。李恒九估計：沒被遣返的韓國战俘可能有五六萬人。
1994年10月，趙昌鎬（Cho Chang-ho）少尉逃離朝鮮回到韓國，他是第一位逃離朝鮮回到韓國的戰俘，證實了朝鮮扣留部份戰俘不遣返的事實。到2009年6月為止，已有79名韓軍戰俘逃離朝鮮回到韓國。
美國紐約時報1996年報導，根據解密文件，美國國防部知道在戰俘交換後還有900餘名美軍戰俘被朝鮮拘留，沒有被遣返。美國國防部拒絕證實，只承諾會調查北逃者在朝鮮看到美軍戰俘的說法。朝鮮則否認拘留美軍戰俘。

### 前往中立国
解释到期后，共88名战俘前往中立国印度，其中前中国人民志愿军籍12人、前朝鲜人民军籍74人、前韩国国军籍2人。1955年8月22日，印度要求在联合国大会讨论中立国遣返委员会关于战俘交换的报告，同时提出讨论要求定居国外的前战俘的安排。当时在印度的88名前战俘中，56人希望去墨西哥，其余32人则希望在印度定居。据说梅农曾透露，在印度的前战俘后来有5人返回朝鲜，2人返回中国，55人前往巴西，11人前往阿根廷，9人前往墨西哥，其余6人留在印度。另据韩国驻印度使馆1993年的消息称，后来又有2人返回韩国，当时仍留在印度的只剩4人。

## 文藝作品
華裔作家哈金以黃埔軍校畢業生俞元作為戰俘的遭遇為題，寫成小說《戰廢品》。該書2005年榮獲美國筆會/福克納小說獎。
第31團級作戰隊的William Abbott以他在長津湖戰役被俘後的經歷寫成自傳Blood Runs Red White and Blue。

## 观点

### 國際紅十字會

#### 对“志願為原則”观点
國際紅十字會是《日內瓦公約》的監督、執行機構。國際紅十字會表示：當國際紅十字會作為中立機關參與遣返時，交戰雙方要接受國際紅十字會的條件。條件之一，就是國際紅十字會能夠經由私下面談，證實遣返並不違背個人意願。《日內瓦公約》與《朝鮮停戰協定》也被列為與志願原則相關的條約。

#### 对《日内瓦公约》的解读
國際紅十字會在對1949年日內瓦第三公約第118條的評論中，先陳述了交戰雙方對第118條的解讀，接著表示：1952年12月3日聯合國大會第七次會議決議解讀為「不強制遣返」，徹底否定朝鮮「不論意願，全部（強制）遣返」的解讀。國際法專家 J. Mayda 等人指出：「雖然聯合國大會並未被賦予對《日內瓦公約》的解釋權，這個解釋如此符合日內瓦公約的精神，它無疑有近乎權威的性質。」儘管不評價聯大或停戰委員會的決定，朝鮮戰爭在各方面都不能作為第118條實行的先例。
國際紅十字會出版的《红十字国际评论》2001年文章，認為(韓戰的)「考慮戰俘意願」不僅符合日內瓦公約的精神，也以「不驱回原则」優先，調和了國際人道法與國際難民法。
國際紅十字會能夠訪問聯軍的戰俘營，查證是否遵守公約，但是從沒有機會到朝鮮的戰俘營查證。雙方都沒有盡到公約的責任。戰俘也不能與家屬通信或收到包裹。公約是一個整體，僅僅遵守公約第118條的一部分，違害了公約。因此，朝鮮戰爭的遣返決定，必須視為特殊情況下的臨時解決方法，未來不能以它為先例。

### 中华人民共和国
中华人民共和国认为所谓“自愿遣返”实际是强迫扣留。美方在战俘营强行进行“甄别”,实际上派遣各种特务组织以强迫刺字等方式造成中国战俘大多数“拒绝遣返”的假象，不惜杀害志愿军战俘。这些虐待与“一对一遣返”、“自愿遣返”均违反了《日内公约》。

### 美国人士观点
美國历史学教授Robert Doyle博士依据聯合國軍總司令克拉克在回憶錄中的「韓戰中（中朝）命令戰犯在聯合國軍戰俘營中暴動，目地是要我們在全世界面前丟臉，在停戰談判時喪失還價能力，迫使我們從前線抽調軍隊來看守戰俘。」认为“中朝將戰俘當成戰士以在被俘後繼續與聯合國軍作戰顛覆了長期以來戰俘服從的規範。”

## 大事记

### 1951年
- 6月30日，李奇微奉命发表致中朝军队司令官的广播讲话，正式建议停火谈判。[19]
- 7月5日，中朝双方就李奇微建议作出积极反应。中朝就《关於停止朝鲜军事行动的协议》（草案）达成一致。
- 7月10日，朝鲜停战谈判在开城开始。
- 11月27日，谈判双方就军事分界线问题（第二项议程）达成一致。
- 12月11日，双方开始关于战俘问题的谈判（第四项议程）。[5]:219
- 12月18日，谈判双方交换战俘资料，之后中朝方立即提出停战后双方遣返全部战俘。[5]:232

### 1952年
- 1月2日，美方提出“一对一交换”的战俘遣返方案，剩余不选择遣返的战俘一律释放为平民。朝中方面拒绝美方提案。
- 5月，战俘问题在完全僵持，克拉克施加军事压力。
- 7月13日，在联合国军司令克拉克的要求下，华盛顿同意将遣返8.3万人的数字通知中朝。距离中朝9万人的底线不远，毛泽东反对在美方压力之下签署城下之盟。
- 8月，美国国务院支持哈利南方案，美军方反对。
- 9月28日，杜鲁门要求谈判代表团提出不强制遣返原则的三种实施方案，并要求军方在战场上加强压力。9月美方代表提出了一项「二者取其一」的方案。中朝方面拒绝了这种近似於「最后通谍」的方案。10月8日，中朝拒绝美国方案。联军代表立即中断停战谈判。

### 1953年
- 2月22日，克拉克提议首先交换伤病战俘。
- 3月28日，中朝方面同意了克拉克的建议，并在战俘问题上作出让步。
- 3月30日，周恩来发表声明，建议由中立国“保证遣返问题的公正解决”。
- 4月6日，双方联络官开始就換俘具体问题进行商谈。
- 4月18日，联合国大会就双方交换伤病战俘通过决议。
- 4月20日，双方开始正式交换伤病战俘，2周后全部完成了交换工作。
- 4月26日，双方恢复正式谈判。
- 5月25日，联合国军提出了关於俘虏问题的最终方案。
- 6月4日，中朝方面接受了換俘問題的这一方案。
- 6月8日，双方代表签署了关於交换俘虏的协定。
- 7月27日，双方代表签署停战协定。

## 引用
1. 1 2 3 4 5 6 7  Hermes（1992年），第514页，Appendix B Prisoners of War
2. ↑  Neutral Nations Repatriation Commission. . Digital Archive.   [2021-11-10]. （原始内容存档于2021-11-10）.
3. ↑  中立国遣返委员会临时报告：本委员会很难估计由于害怕听说要产生的后果而未行使其遣返权利的战俘数目。同样也不能说所有那些未寻求遣返的战俘是自由自愿地这样作，而非由于在他们头脑中长期灌输的某些恐惧所致。
4. ↑  . 人民日報. 1953年10月11日: 第4版. 战俘在表达愿望时所必须采取的这种不正常方式，使人们很自然地怀疑到全体战俘都不是自由的个人。
5. 1 2 3 4 5 6 7 8 9  军事科学院军事历史研究部. 抗美援朝战争史（第三卷）. 军事科学出版社, 2000.9
6. 1 2 3  Donald W. Boose, Jr. . Parameters (US Army War College): 102–116.  [Spring 2000]  [2020-10-24]. （原始内容存档于2020-09-24）.
7. 1 2 3 4  杨奎松. 中国对朝鲜停战问题态度的变化 （页面存档备份，存于）
8. ↑  孟庆龙. . 《世界历史》. 2004, (6)  [2019-09-13]. （原始内容存档于2020-10-10）.
9. ↑   [國際人道法－1929年日内瓦公约關於戰俘處理]. 國際紅十字會.   [2013年2月19日]. （原始内容存档于2013年3月3日）.（英文）
10. 1 2 3  Hermes（1992年），第136页
11. ↑   [國際人道法－1949年日内瓦第三公约]. 國際紅十字會.   [2013年2月19日]. （原始内容存档于2013年2月17日）. Article 118: Prisoners of war shall be released and repatriated without delay after the cessation of active hostilities.（英文）
12. ↑   [國際人道法－1949年日内瓦第三公约]. 國際紅十字會.   [2013年2月19日]. （原始内容存档于2013年2月17日）. Article 7:the High Contracting Parties may conclude other special agreements for all matters concerning which they may deem it suitable to make separate provision. No special agreement shall adversely affect the situation of protected persons, as defined by the present Convention, not restrict the rights which it confers upon them.
13. ↑  國際紅十字會 （页面存档备份，存于） Geneva Conventions of 12 August 1949. United States of America. Signature 12.08.1949. Ratification 02.08.1955
14. 1 2 3 4 5  Callum A. MacDonald. “‘Heroes Behind Barbed Wire’ — The United States, Britain and the POW Issue in the Korean War （页面存档备份，存于）”. The Korean war in History. Manchester University Press ND. 1989. pp. 135-150.
15. ↑  徐友珍. 英国与朝鲜停战谈判中的战俘遣返问题. 《世界历史》, 2010(004), pp. 22-31
16. ↑  中国人民志愿军抗美援朝战争大事记（1952年7月） （页面存档备份，存于）：“（1952年7月）13日，中华人民共和国外交部长周恩来发表声明，宣布承认1925年6月17日在日内瓦签订的《关于禁用毒气或类似毒品及细菌方法作战协定书》和1948年8月12日在日内瓦以中国名义签字的《改善战地武装部队伤者病者境遇之公约》、《改善海上武装部队伤者病者及遇船难者境遇之公约》、《关于战俘待遇之公约》以及《关于战时保护平民之公约》。声明提出：该公约内容基本上是有利于国际持久和平、并符合于人道主义原则的，因此，决定予以承认。”
17. ↑  . 國際紅十字會.   [2013年2月19日]. （原始内容存档于2013年1月17日）. Ratification : a treaty is generally open for signature for a certain time following the conference which has adopted it. However, a signature is not binding on a State unless it has been endorsed by ratification.（英文）
18. ↑  Chen Jian. . Lester H. Brune; Robin Higham  (编). . Greenwood Press. 1996  [2020-10-24]. ISBN 978-0-313-28969-9. （原始内容存档于2021-04-22）.
19. 1 2 3  林晓光. 朝鲜停战谈判：苏联的作用、朝鲜的因素与中国的政策 （页面存档备份，存于）. 香港中文大学:二十一世纪（网络版）. 第12期, 2003年3月31日
20. ↑  “朝鲜停战谈判的若干问题（1951年11月14日） （页面存档备份，存于）”//周恩来. 周恩来军事文选. 第4卷. 第250-252页.
21. ↑  沈志華 (编). . 臺北: 中央研究院近代史研究所. 2003. ISBN 957-671-990-9 （中文（臺灣））。簡體字版沈志华 (编). .  (PDF).   [2023年7月11日]. （原始内容存档 (PDF)于2022年6月29日）.
22. ↑  沈志华. . . 广东人民出版社. 2003年11月  [2023-07-16]. （原始内容存档于2022-06-02） –中文马克思主义文库.
23. ↑  何方. . 香港城市大學出版社. 2018年7月16日: 280  [2023年7月16日]. ISBN 9789629373689. （原始内容存档于2023年7月16日）.
24. 1 2  FRUS（1951年），第1069-1071页，Document 662: Lot 55D128: Black Book, Tab 37: Telegram: The Commander in Chief, Far East (Ridgway) to the Joint Chiefs of Staff, Tokyo, 27 October 1951—4:11 p. m.
25. 1 2 3 4 5  张昆生. 遣返战俘的僵局 （页面存档备份，存于）. 《观察与思考》, 2004(16)
26. ↑  FRUS（1951年），第600页，Document 392: 795.00/6–3051: Telegram: The Joint Chiefs of Staff to the Commander in Chief, United Nations Command (Ridgway)
27. ↑  Hermes（1992年），第137-138页
28. 1 2  贝文·亚历山大. . 由郭维敬等翻译. 北京: 中国社会科学出版社. 2000. ISBN 7-5004-2863-4. 译自Bevin Alexander. . Hippocrene Books. 1987. ISBN 978-0-7818-0065-5.
29. ↑  陶文釗（2003年），第722-723页
30. 1 2 3 4  Stanley Sandler. . Routledge. 2014-01-14. ISBN 978-1-135-76706-8.
31. ↑  陈昊. 抗美援朝战争中的停战谈判 (下) （页面存档备份，存于）. 党史文苑: 纪实版, 2010(005), pp. 9-16.
32. ↑  FRUS（1951年），第1073-1074页，Document 666: 795.00/10–2951: Memorandum by the Acting Secretary of State, [Washington,] October 29, 1951
33. ↑  陶文釗（2003年），第727-728页，〈韦布备忘录（华盛顿，1951年10月29日）〉
34. ↑  陶文釗（2003年），第724-727页，〈李奇微致参谋长联席会议（东京，1951年10月27日下午4时11分）〉
35. ↑  毛剑杰. 棋子、弃子：志愿军战俘争夺暗战 （页面存档备份，存于）. 看历史. 2010年08月18日.
36. ↑  FRUS（1951年），第1170-1171页，Draft Proposed Message by the Joint Chiefs of Staff to the Commander in Chief, Far East (Ridgway)
37. ↑  陶文釗（2003年），第731-733页，〈参谋长联席会议致李奇微〉
38. ↑  FRUS（1951年），第1276-1278页，Document 796: Lot 55D128: Black Book, Tab 36: Telegram: The Joint Chiefs of Staff to the President, Washington, 7 December 1951—6:24 p. m.
39. ↑  陶文釗（2003年），第741-743页，〈参谋长联席会议致总统（华盛顿，1951年12月7日下午6时24分）〉
40. ↑  FRUS（1952年），第35-38页，Draft Memorandum by the Secretary of State and the Secretary of Defense for the President [Washington , February 4, 1952.]
41. ↑  陶文釗（2003年），第760页，國務卿和國防部長致總統備忘錄稿（華盛頓，1952年2月4日）
42. ↑  FRUS（1952年），第68-69页，Memorandum of Conversation, by the Deputy Assistant Secretary of State for Far Eastern Affairs (Johnson) [Washington,] February 27, 1952.
43. ↑  陶文釗（2003年），第769-771页，約翰遜談話備忘錄（華盛頓，1952年2月27日）
44. ↑  Statement by the President on General Ridgway's Korean Armistice Proposal （页面存档备份，存于）, May 7, 1952. Public Papers of the President Harry S. Truman 1945-1953.
45. ↑  FRUS（1952年），第70-71页，The Joint Chiefs of Staff to the Commander in Chief, Far East (Ridgway) Washington, February 27, 1952—6:37 p.m.
46. ↑  .   [2013-01-19]. （原始内容存档于2014-09-13）.
47. ↑  当代中国丛书编辑部：《抗美援朝战争》(北京：中国社会科学出版社，1990)，页198-199
48. ↑  《金日成著作集（7）》(朝鲜外文出版社，1980)，页209-210
49. ↑  毛泽东致菲利波夫电，1952年2月8日，俄总统档案馆，全宗45，目录1，案宗342，第81-83页
50. ↑  毛泽东致菲利波夫电，1952年7月18日，俄总统档案馆，全宗45，目录1，案宗343，页72-75
51. ↑  斯大林与周恩来会谈记录，1952年8月20日，9月19日；俄总统档案馆，全宗45，目录1，案宗329，页54-72、91-101
52. ↑  . 东方早报. 2013年5月5日  [2015年7月20日]. （原始内容存档于2016年3月4日）.
53. 1 2  Allan R. Millett. . . 《大英百科全書》.   [2015-07-12]. （原始内容存档于2015-07-12）.
54. 1 2 3 4 5 6 7 8  周琇環.  (PDF). 《國史館館刊》. 2011, (28)  [2013-02-19]. （原始内容 (PDF)存档于2015-09-23）.
55. 1 2 3 4  沈幸儀.  (碩士论文). 國立臺灣師範大學歷史學系. 2008年1月  [2018-05-03]. （原始内容存档于2018-05-04）. 書籍：沈幸儀. . 國史館. 2013年  [2018-05-03]. ISBN 978-986-03-7859-7. （原始内容存档于2021-11-07）.
56. 1 2  王東原.  (PDF). 《傳記文學》. Vol. 52 no. 1, 總308. 1988年1月  [2020-10-10]. （原始内容 (PDF)存档于2020-10-10）.
57. 1 2 3 4  张昆生. 战俘问题的三个方案 （页面存档备份，存于）. 《观察与思考》, 2004(18)
58. ↑  迪安·艾奇逊
 著,上海《国际问题资料》编辑组, 伍协力 译. 艾奇逊回忆录. 上海:上海译文出版社, 1978. [原著：Dean Acheson. . New York: W. W.  Norton. 1970  [2021-05-23]. ISBN 978-0-393-30412-1. （原始内容存档于2021-05-30）.
59. 1 2 3  Chanwahn Kim. . International Area Studies Review. June 2010, 13 (2). doi:10.1177/223386591001300202.
60. ↑  聯合國大會第七次會議決議 （页面存档备份，存于） Korea: Reports of the United Nations Commission for the Unification and Rehabilitation of Korea
61. ↑  柴成文,赵勇田. 板门店谈判. 解放军出版社 : 215
62. 1 2  William Lindsay White. The Captives of Korea: An Unofficial White Paper. New York: Charles Scribner's Sons, 1957.
63. ↑  朝鮮停戰協定·附件
64. ↑  Syngman Rhee's Release of North Korean Prisoners of War: Korean War （页面存档备份，存于）. ABC-CLIO
65. 1 2  中国人民解放军总政治部联络部编. 敌军工作史料·第6册（1949年-1955年）. 1989
66. ↑  Korean Atrocity P167
67. ↑  黄惠昆. . 《纵横》. 2010年, (11期).
68. ↑  Hastings. The Korean War. Guild Publishing London. 1987 : 328-352
69. ↑  Korean Atrocity: Forgotten War Crimes 1950-1953 P153-155
70. ↑  杜平. . 北京: 解放军出版社. 2008: 373–393  [2020-10-24]. ISBN 978-7-5065-5565-4. （原始内容存档于2021-04-22）.
71. ↑  Hermes（1992年），第236-237页
72. ↑  Doyle（2010年），第256–257页
73. ↑  徐宝康. . 《环球时报》. 2005年1月12日  [2015年7月9日]. （原始内容存档于2015年7月10日）.
74. ↑  吴金锋. . 军事历史. 2002, (2): 70–73. ISSN 1002-4883. doi:10.3969/j.issn.1002-4883.2002.02.014. CNKI JSLS200202013.
75. ↑  . 福州新闻网. 2014-08-26  [2015-07-13]. （原始内容存档于2020-10-10）.
76. 1 2 3 4 5 6  于劲. 厄运. 江苏文艺出版社. 1988.
77. ↑  .  (PDF). United Nations. September 1953: 157  [2021-11-11]. （原始内容 (PDF)存档于2014-02-03）.
78. ↑  Hermes（1992年），第170页
79. ↑  . The Sydney Morning Herald (NSW: National Library of Australia). 24 June 1952: 1  [26 January 2013]. （原始内容存档于2020-10-10）.
80. ↑  穆正新. . 獨立評論. 2007年2月12日.
81. 1 2 3  大鹰. 志愿军战俘纪事. 解放军文艺出版社, 1997, ISBN 9787503321993
82. 1 2  贺明. . 中国文史出版社. 1998  [2020-10-24]. ISBN 978-7-5034-0936-3. （原始内容存档于2021-04-22）.
83. ↑  我方和美方交换关于战俘死亡材料 （页面存档备份，存于）. 人民日报, 1953-08-25
84. ↑  朝中方面和对方八月八日继续遣返战俘·美方送来我被俘人员死亡名单怵目惊心 （页面存档备份，存于）. 人民日报, 1953-08-09
85. 1 2 3 4 5 6 7 8  中立国遣返委员会临时报告
86. 1 2 3 4  张建华. . 《党史博采》. 1999年, (10期).
87. 1 2  阎稚新. 朝鲜停战协定签署仪式和战俘谈判. 《炎黃春秋》. 2008年，6期：18-19
88. 1 2 3 4 5 6 7  .   [2012-07-10]. （原始内容存档于2012-01-21）.
89. ↑  . 《時代雜誌》. Nov 2, 1953  [2014-04-29]. （原始内容存档于2013-08-23） （英语）.
90. ↑  贺明：见证，第三次解释（1953年10月31日）
91. ↑  贺明：见证，第四次解释（1953年11月3日）
92. ↑  在调查张子龙被害案时要求遣返的我方被俘人员 揭露美方特务在调查前毁尸灭迹的情形 （页面存档备份，存于）. 人民日报, 1953-11-04
93. ↑  贺明：见证，第五次解释（1953年11月4日）
94. 1 2 3 4  Kodendera Subayya Thimayya. . New Delhi: Vision Books. 1981  [2013-08-11]. OCLC 9761191. （原始内容存档于2013-10-09）.
95. ↑  美方公然出动飞机配合特务恫吓战俘 五日听取解释的我被俘人员受到极大威胁 （页面存档备份，存于）. 人民日报, 1953-11-07
96. ↑  贺明：见证，第六次解释（1953年11月5日）
97. ↑  贺明回忆录《一笔血淋淋的人权债》百花出版社90年9月1版 P177-178
98. ↑  贺明：见证，第七次解释（1953年11月16日）
99. ↑  贺明：见证，第八次解释（1953年12月21日）
100. ↑  贺明：见证，第九次解释（1953年12月22日）
101. ↑  贺明：见证，第十次解释（1953年12月23日）
102. ↑  ROBERT ALDEN. . NEW YORK TIMES. October 11, 1953  [2014-04-29]. （原始内容存档于2014-04-29） （英语）.
103. 1 2  Military History Office, Headquarters U.S. Army, Pacific. The handling of prisoners of war during the Korean Conflict. 1960
104. ↑  中立国遣返委员会临时报告，第三部分·第二章
105. ↑  中立国遣返委员会临时报告，第二章
106. ↑  中立国遣返委员会临时报告，第四章：六十八~七十一
107. ↑  中立国遣返委员会最后报告，五十、五十一、六十七
108. ↑  沈幸儀. 一萬四千個證人：韓戰時期「反共義士」之研究. 第146页："郭仕高提到了在中立区时，战俘在谋杀事件发生后，如何应付印度的搜查。“我们那时五百人住在一起，会用管子做传声筒，跟其他的人联络。印度人要来查，我们就会互相联络。在印度人来查之前，就把尸体处理掉了。”至于要怎么处理尸体，以免被印度人发现，战俘也相处了办法。“后来我们就把那个人的尸体，一块块肉割下来烧掉。”郭树德在访谈中也提到了在他们营中同样发生了谋杀事件，他们处理尸体的方法则是把尸体剁碎，丢到大粪桶里倒掉。俘营中的谋杀事件，共方派了人过来指认，并至弃尸地点寻找被杀害的战俘尸体，但最后什么证据都没有找到。反战战俘这边的解释，当然是共方的诬赖……”"
109. ↑  中立国遣返委员会最后报告，五十二
110. ↑  军事科学院军事史研究部 抗美援朝战争史三卷 P487
111. ↑  中立国遣返委员会最后报告，六十二
112. ↑  这些文字同样未在人民日报的译本中出现，尽管它们应是以附件形式登在报告中的。India's Role In The Korean War P238
113. ↑  中立国遣返委员会临时报告，八十二~八十五
114. ↑  中立国遣返委员会最后报告，第一章解释的终止
115. ↑  . 人民日报. 1953-12-26  [2021-04-21]. （原始内容存档于2021-04-17）.
116. ↑  中立国遣返委员会最后报告，四十七
117. ↑  朝中战俘一百多名突破特务控制遣返归来 再次证明我方要求继续进行解释完全合理 （页面存档备份，存于）. 人民日报, 1954-01-01
118. 1 2  中立国遣返委员会最后报告，三十
119. 1 2  2007 Ministry of Defense Report to the National Assembly (2007년 국방부 국정 감사 자료). Ministry of Defense, Republic of Korea. 2007 
120. ↑  International Human Rights League of Korea (1994). "북한억류 한국군 포로들의 실태보고서 (Report on the Situation of South Korean Prisoners of War Detained in North Korea)." Archive.today的存檔，存档日期2012-07-01 정책과학연구 (Policy Science Research). vol. 6(1994.Dec). 단국대학교 정책과학연구소 (Dankuk University Policy Science Research Center). pp.185-195
121. ↑  . 朝鮮日報. 2003年12月24日  [2022年12月25日]. （原始内容存档于2014年4月29日）.
122. ↑  . The Korea Defense Daily. 2009年6月4日. （原始内容存档于2011-07-22）.
123. 1 2 3  Philip Shenon. . New York Times. September 17, 1996  [2013-07-23]. （原始内容存档于2013-05-21）.（英文）
124. ↑  . Korean War Educator.   [2013-08-11]. （原始内容存档于2013-09-28）.（英文）
125. ↑  周琇環.  (PDF). 《國史館館刊》 (台北: 國史館). 2011年6月: 141–142  [2020-05-12]. （原始内容存档 (PDF)于2019-12-19）.. 轉引自「蔣經國呈反共義士就業輔導處工作總報告」（民國43年6月），〈留韓反共義士處理案〉，《國防部檔案》，國防部藏，檔號：0001238900090047。
126. ↑  周琇環.  (PDF). 《國史館館刊》 (台北: 國史館). 2011年6月: 142  [2020-05-12]. （原始内容存档 (PDF)于2019-12-19）.. 轉引自「蔣經國呈反共義士就業輔導處工作總報告」（民國43年6月），〈留韓反共義士處理案〉，《國防部檔案》，國防部藏，檔號：0001238900090041-42；任念祖編，《中華民國史事紀要》（民國43年1至6月份），頁691。
127. ↑  赵鹏飞. . 中国青年报. 2011-11-11  [2012-12-16]. （原始内容存档于2012-10-01）.
128. ↑  . 抗美援朝纪念馆.   [2021-08-12]. （原始内容存档于2021-08-12）.
129. ↑  陈章. . 中华网. 2016-07-06  [2020-11-03]. （原始内容存档于2021-01-17）.
130. ↑  . 新浪網. 2010-11-26  [2020-11-03]. （原始内容存档于2012-03-31）.
131. ↑  . 凤凰资讯. 《湘潮》. 2007-12-04  [2021-08-12]. （原始内容存档于2021-08-12）.
132. 1 2  张泽石. . 《炎黃春秋》. 2013年, (第2期)  [2020-10-10]. （原始内容存档于2020-10-10）.
133. 1 2  .   [2012-09-10]. （原始内容存档于2012-09-11）.
134. 1 2  毛剑杰. . 看历史. 2010, (8)  [2020-10-27]. （原始内容存档于2020-10-31） –爱思想网站.
135. ↑  王丰. 赵英魁：战俘营青春 （页面存档备份，存于）. 看历史, 2010(04).
136. ↑  . 《紐約時報》. April 24, 1954: 6  [2020-05-12]. （原始内容存档于2020-10-10）.
137. ↑  Borch, Fred L. . Army Lawyer. 2013-01-01  [2020-05-12]. （原始内容存档于2020-10-10）.
138. ↑  . 青年参考. 2006-02-28  [2012-12-29]. （原始内容存档于2016-03-04）.
139. ↑  .   [2013-08-11]. （原始内容存档于2012-07-01）.
140. ↑  . 朝鮮日報. 2003年12月24日  [2015年4月27日]. （原始内容存档于2016年3月5日）.
141. ↑  . The Korea Defense Daily. 2009年6月4日  [2013年8月11日]. （原始内容存档于2011年7月22日）.
142. ↑  . Korean War Educator.   [2013-08-11]. （原始内容存档于2013-09-28）.（英文）
143. ↑  新华社. 印度要求联大讨论有关朝鲜战俘两个问题 （页面存档备份，存于）. 人民日报， 1955-08-26.
144. ↑  . 博客來.   [2020-07-13]. （原始内容存档于2020-07-13）.
145. ↑  . www.army.mil.
146. ↑  Abbott, William H. . World Liberty Publishing. 2007年8月4日. ISBN 9780979531811 –Google Books.
147. ↑   [國際人道法慣例 - 原則128的實踐。失去自由人員的釋放與返鄉]. 國際紅十字會.   [2013-02-21]. （原始内容存档于2014-04-26）.
148. ↑  . 联合国-公约与宣言.   [2023-07-26]. （原始内容存档于2023-04-07）.
149. ↑  J. MAYDA. . American Journal of International Law. July 1953, 47 (3): 436.（英文）
150. 1 2   [國際人道法 - 1949年日內瓦第三公約]. 國際紅十字會.   [2013-01-24]. （原始内容存档于2013-02-26）. ARTICLE 118 PARAGRAPH 1. -- OBLIGATION AND TIME-LIMIT FOR REPATRIATION At its Seventh Session, the United Nations General Assembly adopted a Resolution on December 3, 1952, which gives an interpretation diametrically opposed to that of the Democratic People's Republic of Korea. That Resolution stated:"The General Assembly... 2. Affirms that force shall not be used against prisoners of war to prevent or effect their return to their homelands."... Although the role of the General Assembly of the United Nations as interpreter of the Convention is nowhere defined, one author has pointed out, this construction is so much in line with the spirit of the Convention, that its quasi-authoritative character cannot be doubted. Without passing judgment on the decisions taken by the United Nations or by the Armistice Commission, it should be pointed out that the Korean war must not in any way be considered as a precedent for the application of Article 118.（英文）
151. ↑  Stephane Jaquemet.  (PDF). International Review of the Red Cross. 2001年9月, 83: 661–663  [2013-05-27]. （原始内容存档 (PDF)于2014-04-26）.（英文）
152. ↑  . 央视网.   [2023-07-26]. （原始内容存档于2023-07-26）.
153. ↑  . FRANCISCAN UNIVERSITY of  STEUBENVILLE. FRANCISCAN UNIVERSITY of  STEUBENVILLE.   [2023-07-27]. （原始内容存档于2023-07-27）.
154. ↑  Doyle（2010年），第262–263页
155. ↑  . The American Presidency Project. ucsb wordmark black.   [2023-07-27]. （原始内容存档于2023-07-27）. If I am captured I will continue to resist by all means available. I will make every effort to escape and aid others to escape. I will accept neither parole nor special favors from the enemy.

## 外部連結
- YouTube上的VOA 解密时刻 “志愿军战俘” 系列播放列表
- YouTube上的禁忌史話：志願軍戰俘未講完的故事播放列表
- 韓戰反共義士血染國旗 （页面存档备份，存于）。國立歷史博物館
- 反共战俘獲釋 （页面存档备份，存于） ，反共战俘抵達台灣台北接受歡迎 （页面存档备份，存于）。《生活雜誌》照片 hosted by Google
- 周琇環; 張世瑛; 馬國. . 台北市: 國史館. 2013-06-01. ISBN 978-986-03-7280-9.